# PlusLiga (2011/2012)
PlusLiga 2011/2012 − 76. sezon mistrzostw Polski (12. sezon jako ligi profesjonalnej) organizowany przez Profesjonalną Ligę Piłki Siatkowej SA pod egidą PZPS. Zainaugurowany został 29 września 2011 i trwał do 25 kwietnia 2012.
Rozgrywki składały się z fazy zasadniczej, w której uczestniczyło 10 zespołów, fazy-play-off składającej się z ćwierćfinałów, półfinałów, meczów o miejsca 5-8, meczów o 5. miejsce, meczów o 3. miejsce i finałów oraz meczów o miejsca 9-10.
Mistrzem Polski została Asseco Resovia Rzeszów, która w finałach fazy play-off pokonała PGE Skrę Bełchatów. Brązowy medal zdobyła ZAKSA Kędzierzyn-Koźle.
W związku z decyzją zarządu PZPS z dnia 1 września 2011 roku, w lidze na kolejny sezon pozostawały drużyny uczestniczące w rozgrywkach w poprzednim sezonie, o ile spełniły ustalone warunki. W wyniku niemożności spełnienia warunków klub Fart Kielce po sezonie zrezygnował ze startów w PlusLidze.
W sezonie 2011/2012 w Lidze Mistrzów Polskę reprezentowali PGE Skra Bełchatów i ZAKSA Kędzierzyn-Koźle, w Pucharze CEV – Asseco Resovia Rzeszów oraz Tytan AZS Częstochowa, natomiast w Pucharze Challenge – AZS Politechnika Warszawska. Z kolei Jastrzębski Węgiel otrzymał od organizatorów „dziką kartę” i wystąpił w Klubowych Mistrzostwach Świata.

## System rozgrywek
- Faza zasadnicza: W fazie zasadniczej uczestniczyło 10 drużyn, które rozegrały ze sobą po dwa spotkania. Osiem najlepszych zespołów awansowało do fazy play-off, natomiast dwa ostatnie rozegrały ze sobą mecze o miejsca 9-10 (do trzech zwycięstw)[1].
- Faza play-off: Faza play-off składała się z ćwierćfinałów (do trzech zwycięstw), półfinałów (do trzech zwycięstw), meczów o miejsca 5-8 (do dwóch zwycięstw), meczów o 5. miejsce (do trzech zwycięstw), meczów o 3. miejsce (do trzech zwycięstw) oraz finałów (do trzech zwycięstw), które wyłoniły mistrza Polski[3].

## Drużyny uczestniczące
| | PlusLiga 2011/2012          |   |     |
| --- | --------------------------- | - | --- |
| BEŁ | PGE Skra Bełchatów          | 1 | LM  |
| KED | ZAKSA Kędzierzyn-Koźle      | 2 | LM  |
| RZE | Asseco Resovia Rzeszów      | 3 | CEV |
| CZE | Tytan AZS Częstochowa       | 4 | CEV |
| WAR | AZS Politechnika Warszawska | 5 | Ch  |
| BYD | Delecta Bydgoszcz           | 6 |     |
| JAS | Jastrzębski Węgiel          | 7 |     |
| OLS | Indykpol AZS Olsztyn        | 8 |     |
| KIE | Fart Kielce                 | 9 |     |
| | Awans z I ligi              |   |     |
| GDA | Lotos Trefl Gdańsk          | 1 |     |
| Oznaczenia: - kolumna pierwsza – skróty nazw drużyn wpisane na mapie (jeśli ta została zamieszczona), - kolumna trzecia – miejsce zajęte przez daną drużynę w poprzednim sezonie. |                             |   |     |

## Hale sportowe
| Klub                        | Hala sportowa             | Miasto           | Liczba miejsc siedzących |
| --------------------------- | ------------------------- | ---------------- | ------------------------ |
| Asseco Resovia Rzeszów      | Hala Podpromie            | Rzeszów          | 4300                     |
| AZS Politechnika Warszawska | Arena Ursynów             | Warszawa         | 2200                     |
| AZS Politechnika Warszawska | Hala Torwar               | Warszawa         | 4800                     |
| AZS Politechnika Warszawska | Arena Legionowo           | Legionowo        | 1988                     |
| Delecta Bydgoszcz           | Hala Łuczniczka           | Bydgoszcz        | 6082                     |
| Fart Kielce                 | Hala Legionów             | Kielce           | 4200                     |
| Indykpol AZS Olsztyn        | Hala Urania               | Olsztyn          | 1900                     |
| Jastrzębski Węgiel          | Hala Widowiskowo-Sportowa | Jastrzębie-Zdrój | 3007                     |
| Lotos Trefl Gdańsk          | Ergo Arena                | Gdańsk, Sopot    | 11100                    |
| PGE Skra Bełchatów          | Hala Energia              | Bełchatów        | 2700                     |
| Tytan AZS Częstochowa       | Hala Polonia              | Częstochowa      | 2800                     |
| ZAKSA Kędzierzyn-Koźle      | Hala Azoty                | Kędzierzyn-Koźle | 3000                     |

## Trenerzy
| Klub                        | Trener              | Narodowość |
| --------------------------- | ------------------- | ---------- |
| Asseco Resovia Rzeszów      | Andrzej Kowal       | Polska     |
| AZS Politechnika Warszawska | Radosław Panas      | Polska     |
| Delecta Bydgoszcz           | Piotr Makowski      | Polska     |
| Fart Kielce                 | Sebastian Świderski | Polska     |
| Indykpol AZS Olsztyn        | Tomaso Totolo       | Włochy     |
| Jastrzębski Węgiel          | Lorenzo Bernardi    | Włochy     |
| Lotos Trefl Gdańsk          | Dariusz Luks        | Polska     |
| PGE Skra Bełchatów          | Jacek Nawrocki      | Polska     |
| Tytan AZS Częstochowa       | Marek Kardoš        | Słowacja   |
| ZAKSA Kędzierzyn-Koźle      | Krzysztof Stelmach  | Polska     |

### Zmiany trenerów
| Klub                   | Były trener        | Nowy trener    |
| ---------------------- | ------------------ | -------------- |
| Asseco Resovia Rzeszów | Ljubomir Travica   | Andrzej Kowal  |
| Delecta Bydgoszcz      | Waldemar Wspaniały | Piotr Makowski |
| Indykpol AZS Olsztyn   | Gheorghe Crețu     | Tomaso Totolo  |
| Lotos Trefl Gdańsk     | Dariusz Luks       | Grzegorz Ryś   |

| Klub               | Były trener     | Data odejścia   | Powód odejścia        | Nowy trener         |
| ------------------ | --------------- | --------------- | --------------------- | ------------------- |
| Lotos Trefl Gdańsk | Grzegorz Ryś    | 27 grudnia 2011 | rozwiązanie kontraktu | Dariusz Luks        |
| Fart Kielce        | Grzegorz Wagner | 12 marca 2012   | rozwiązanie kontraktu | Sebastian Świderski |

## Sędziowie
W meczach PlusLigi w sezonie 2011/2012 sędziowało 19 polskich sędziów. W trakcie rozgrywek zmarł sędzia z Radomia – Janusz Soból.
Arbitrzy Waldemar Niemczura i Wojciech Kasprzyk zostali tymczasowo zawieszeni za zakończenie pojedynku 13. kolejki Asseco Resovia – ZAKSA Kędzierzyn-Koźle przy stanie 2:1 i 24:14.
Mecz 17. kolejki Jastrzębski Węgiel – ZAKSA Kędzierzyn-Koźle poprowadzili sędziowie zagraniczni – Serb Dejan Jovanović i Czech Milan Labašta. Ich zadaniem było sprawdzenie systemu challenge, który po raz pierwszy obowiązywał w trakcie Final Four Ligi Mistrzów.
| Imię i nazwisko   | Województwo  |
| ----------------- | ------------ |
| Paweł Burkiewicz  | małopolskie  |
| Piotr Dudek       | podkarpackie |
| Mariusz Gadzina   | podkarpackie |
| Marcin Herbik     | mazowieckie  |
| Jacek Hojka       | dolnośląskie |
| Grzegorz Jacyna   | dolnośląskie |
| Tomasz Janik      | mazowieckie  |
| Wojciech Kasprzyk | śląskie      |
| Piotr Król        | śląskie      |
| Andrzej Kuchna    | śląskie      |

| Imię i nazwisko               | Województwo        |
| ----------------------------- | ------------------ |
| Maciej Maciejewski            | zachodniopomorskie |
| Wojciech Maroszek             | śląskie            |
| Waldemar Niemczura            | śląskie            |
| Jacek Sęk                     | świętokrzyskie     |
| Janusz Soból (zm. 27.11.2011) | mazowieckie        |
| Katarzyna Sokół               | dolnośląskie       |
| Sylwester Strzylak            | mazowieckie        |
| Krzysztof Szmydyński          | dolnośląskie       |
| Maciej Twardowski             | mazowieckie        |

## Faza zasadnicza

### Tabela wyników
| Gospodarz \ Gość1           | BEŁ | KED | RZE | CZE | WAR | BYD | JAS | OLS | KIE | GDA |
| PGE Skra Bełchatów          |     | 0:3 | 3:0 | 3:1 | 3:2 | 3:0 | 3:0 | 3:0 | 3:1 | 3:0 |
| ZAKSA Kędzierzyn-Koźle      | 1:3 |     | 3:0 | 3:0 | 3:0 | 3:2 | 2:3 | 1:3 | 3:1 | 3:1 |
| Asseco Resovia Rzeszów      | 3:2 | 3:1 |     | 1:3 | 3:0 | 3:1 | 3:0 | 3:0 | 3:0 | 3:0 |
| Tytan AZS Częstochowa       | 0:3 | 1:3 | 0:3 |     | 2:3 | 3:1 | 3:1 | 3:1 | 0:3 | 3:0 |
| AZS Politechnika Warszawska | 2:3 | 0:3 | 2:3 | 3:2 |     | 1:3 | 2:3 | 1:3 | 3:2 | 3:0 |
| Delecta Bydgoszcz           | 0:3 | 1:3 | 3:2 | 3:0 | 3:2 |     | 2:3 | 3:0 | 3:0 | 3:0 |
| Jastrzębski Węgiel          | 1:3 | 0:3 | 3:1 | 3:0 | 3:1 | 2:3 |     | 3:1 | 2:3 | 3:0 |
| Indykpol AZS Olsztyn        | 1:3 | 3:1 | 0:3 | 3:0 | 0:3 | 2:3 | 1:3 |     | 0:3 | 1:3 |
| Fart Kielce                 | 2:3 | 0:3 | 0:3 | 1:3 | 2:3 | 1:3 | 3:1 | 3:1 |     | 3:1 |
| Lotos Trefl Gdańsk          | 1:3 | 0:3 | 1:3 | 1:3 | 3:0 | 0:3 | 0:3 | 3:0 | 3:2 |     |

Źródło: plusliga.pl
1 Drużyna gospodarzy jest wymieniona po lewej stronie tabeli.
Kolory:
  zwycięstwo gospodarzy 3:0 lub 3:1
  zwycięstwo gospodarzy 3:2
  zwycięstwo gości 3:0 lub 3:1
  zwycięstwo gości 3:2

### Terminarz i wyniki
| Data        | Godz. | Gospodarz                   | Rezultat                                | Gość                        | Widzów | MVP                         |
| ----------- | ----- | --------------------------- | --------------------------------------- | --------------------------- | ------ | --------------------------- |
| 1. KOLEJKA  |       |                             |                                         |                             |        |                             |
| 30.09.2011  | 20:00 | Lotos Trefl Gdańsk          | 1:3 (18:25, 21:25, 25:23, 20:25)        | PGE Skra Bełchatów          | 7313   | Mariusz Wlazły              |
| 03.10.2011  | 18:00 | ZAKSA Kędzierzyn-Koźle      | 3:1 (18:25, 25:21, 25:16, 25:21)        | Fart Kielce                 | 2000   | Antonin Rouzier             |
| 02.10.2011  | 17:00 | Asseco Resovia Rzeszów      | 3:0 (25:17, 25:21, 25:22)               | Indykpol AZS Olsztyn        | 4200   | Georg Grozer                |
| 01.10.2011  | 17:00 | Tytan AZS Częstochowa       | 3:1 (21:25, 28:26, 25:17, 25:20)        | Jastrzębski Węgiel          | 2000   | Bartosz Janeczek            |
| 29.09.2011  | 19:00 | AZS Politechnika Warszawska | 1:3 (15:25, 20:25, 25:19, 13:25)        | Delecta Bydgoszcz           | 2500   | Stéphane Antiga             |
| 2. KOLEJKA  |       |                             |                                         |                             |        |                             |
| 08.10.2011  | 17:00 | Delecta Bydgoszcz           | 3:0 (25:21, 25:22, 25:23)               | Lotos Trefl Gdańsk          | 2100   | Stéphane Antiga             |
| 05.10.2011  | 18:00 | Jastrzębski Węgiel          | 3:1 (24:26, 25:22, 25:23, 32:30)        | AZS Politechnika Warszawska | 3000   | Michał Kubiak               |
| 07.10.2011  | 18:00 | Indykpol AZS Olsztyn        | 3:0 (25:23, 25:23, 25:13)               | Tytan AZS Częstochowa       | 1900   | Guillermo Hernán            |
| 08.10.2011  | 18:00 | Fart Kielce                 | 0:3 (22:25, 33:35, 24:26)               | Asseco Resovia Rzeszów      | 3500   | Olieg Achrem                |
| 08.10.2011  | 14:30 | PGE Skra Bełchatów          | 0:3 (23:25, 21:25, 19:25)               | ZAKSA Kędzierzyn-Koźle      | 3500   | Paweł Zagumny               |
| 3. KOLEJKA  |       |                             |                                         |                             |        |                             |
| 12.10.2011  | 18:00 | ZAKSA Kędzierzyn-Koźle      | 3:1 (25:20, 21:25, 25:21, 25:21)        | Lotos Trefl Gdańsk          | 1600   | Patryk Czarnowski           |
| 12.10.2011  | 20:00 | Asseco Resovia Rzeszów      | 3:2 (25:22, 19:25, 25:22, 24:26, 20:18) | PGE Skra Bełchatów          | 5000   | Piotr Nowakowski            |
| 12.10.2011  | 19:00 | Tytan AZS Częstochowa       | 0:3 (23:25, 24:26, 19:25)               | Fart Kielce                 | 800    | Adam Kamiński               |
| 12.10.2011  | 19:00 | AZS Politechnika Warszawska | 1:3 (19:25, 23:25, 25:16, 21:25)        | Indykpol AZS Olsztyn        | 2200   | Wojciech Winnik             |
| 25.10.2011  | 18:50 | Delecta Bydgoszcz           | 2:3 (21:25, 25:21, 25:19, 19:25, 13:15) | Jastrzębski Węgiel          | 4150   | Michał Łasko                |
| 4. KOLEJKA  |       |                             |                                         |                             |        |                             |
| 17.10.2011  | 18:50 | Lotos Trefl Gdańsk          | 0:3 (19:25, 24:26, 22:25)               | Jastrzębski Węgiel          | 5224   | Michał Łasko                |
| 15.10.2011  | 17:00 | Indykpol AZS Olsztyn        | 2:3 (20:25, 25:23, 20:25, 25:21, 11:15) | Delecta Bydgoszcz           | 1900   | Antti Siltala               |
| 15.10.2011  | 18:00 | Fart Kielce                 | 2:3 (21:25, 25:23, 16:25, 25:22, 11:15) | AZS Politechnika Warszawska | 3000   | Paweł Mikołajczak           |
| 15.10.2011  | 17:00 | PGE Skra Bełchatów          | 3:1 (29:31, 25:21, 25:20, 25:22)        | Tytan AZS Częstochowa       | 2250   | Aleksandar Atanasijević     |
| 15.10.2011  | 14:30 | ZAKSA Kędzierzyn-Koźle      | 3:0 (26:24, 27:25, 25:23)               | Asseco Resovia Rzeszów      | 3000   | Michał Ruciak               |
| 5. KOLEJKA  |       |                             |                                         |                             |        |                             |
| 22.10.2011  | 17:00 | Asseco Resovia Rzeszów      | 3:0 (25:14, 25:16, 26:24)               | Lotos Trefl Gdańsk          | 4200   | Lukáš Ticháček              |
| 22.10.2011  | 17:00 | Tytan AZS Częstochowa       | 1:3 (26:28, 28:30, 25:22, 22:25)        | ZAKSA Kędzierzyn-Koźle      | 2200   | Paweł Zagumny               |
| 22.10.2011  | 15:50 | AZS Politechnika Warszawska | 2:3 (25:23, 17:25, 20:25, 25:22, 6:15)  | PGE Skra Bełchatów          | 4000   | Bartosz Kurek               |
| 21.10.2011  | 20:00 | Fart Kielce                 | 1:3 (17:25, 25:21, 19:25, 27:29)        | Delecta Bydgoszcz           | 1800   | Dawid Konarski              |
| 22.10.2011  | 17:00 | Jastrzębski Węgiel          | 3:1 (23:25, 25:19, 25:19, 25:22)        | Indykpol AZS Olsztyn        | 2500   | Zbigniew Bartman            |
| 6. KOLEJKA  |       |                             |                                         |                             |        |                             |
| 28.10.2011  | 20:00 | Lotos Trefl Gdańsk          | 3:0 (25:20, 25:23, 25:18)               | Indykpol AZS Olsztyn        | 3850   | Mikko Oivanen               |
| 29.10.2011  | 14:30 | Fart Kielce                 | 3:1 (25:23, 22:25, 25:21, 25:19)        | Jastrzębski Węgiel          | 2500   | Rafał Buszek                |
| 29.10.2011  | 16:00 | PGE Skra Bełchatów          | 3:0 (25:19, 25:22, 25:20)               | Delecta Bydgoszcz           | 2500   | Daniel Pliński              |
| 30.10.2011  | 17:00 | ZAKSA Kędzierzyn-Koźle      | 3:0 (25:19, 25:21, 31:29)               | AZS Politechnika Warszawska | 2800   | Antonin Rouzier             |
| 31.10.2011  | 18:00 | Asseco Resovia Rzeszów      | 1:3 (22:25, 25:20, 22:25, 22:25)        | Tytan AZS Częstochowa       | 4500   | Krzysztof Gierczyński       |
| 7. KOLEJKA  |       |                             |                                         |                             |        |                             |
| 04.11.2011  | 20:00 | Tytan AZS Częstochowa       | 3:0 (28:26, 26:24, 25:20)               | Lotos Trefl Gdańsk          | 1800   | Michał Kamiński             |
| 04.11.2011  | 19:00 | AZS Politechnika Warszawska | 2:3 (25:20, 17:25, 25:23, 17:25, 13:15) | Asseco Resovia Rzeszów      | 2500   | Georg Grozer                |
| 03.11.2011  | 20:30 | Delecta Bydgoszcz           | 1:3 (25:22, 16:25, 24:26, 23:25)        | ZAKSA Kędzierzyn-Koźle      | 4000   | Guillaume Samica            |
| 04.11.2011  | 14:30 | Jastrzębski Węgiel          | 1:3 (19:25, 18:25, 25:22, 22:25)        | PGE Skra Bełchatów          | 3000   | Mariusz Wlazły              |
| 03.11.2011  | 18:00 | Indykpol AZS Olsztyn        | 0:3 (17:25, 19:25, 22:25)               | Fart Kielce                 | 2000   | Pierre Pujol                |
| 8. KOLEJKA  |       |                             |                                         |                             |        |                             |
| 11.12.2011  | 18:00 | Lotos Trefl Gdańsk          | 3:2 (25:22, 20:25, 25:14, 16:25, 15:10) | Fart Kielce                 | 3250   | Matti Hietanen              |
| 10.12.2011  | 17:00 | PGE Skra Bełchatów          | 3:0 (25:20, 25:15, 26:24)               | Indykpol AZS Olsztyn        | 2200   | Daniel Pliński              |
| 10.12.2011  | 14:30 | ZAKSA Kędzierzyn-Koźle      | 2:3 (25:14, 27:25, 18:25, 23:25, 13:15) | Jastrzębski Węgiel          | 3000   | Raphael Margarido (Vinhedo) |
| 10.12.2011  | 17:00 | Asseco Resovia Rzeszów      | 3:1 (26:24, 25:20, 23:25, 25:13)        | Delecta Bydgoszcz           | 4300   | Georg Grozer                |
| 09.12.2011  | 20:00 | Tytan AZS Częstochowa       | 2:3 (25:18, 25:19, 25:27, 17:25, 9:15)  | AZS Politechnika Warszawska | 1900   | Paweł Mikołajczak           |
| 9. KOLEJKA  |       |                             |                                         |                             |        |                             |
| 18.12.2011  | 19:00 | AZS Politechnika Warszawska | 3:0 (25:23, 25:21, 25:23)               | Lotos Trefl Gdańsk          | 1850   | Wojciech Żaliński           |
| 16.12.2011  | 18:00 | Delecta Bydgoszcz           | 3:0 (25:23, 25:17, 25:10)               | Tytan AZS Częstochowa       | 3500   | Marcin Wika                 |
| 17.12.2011  | 14:30 | Jastrzębski Węgiel          | 3:1 (25:15, 25:13, 16:25, 26:24)        | Asseco Resovia Rzeszów      | 3000   | Michał Łasko                |
| 18.12.2011  | 16:00 | Indykpol AZS Olsztyn        | 3:1 (18:25, 25:21, 25:23, 32:30)        | ZAKSA Kędzierzyn-Koźle      | 2500   | Bartosz Krzysiek            |
| 17.12.2011  | 14:30 | Fart Kielce                 | 2:3 (25:23, 21:25, 25:19, 13:25, 11:15) | PGE Skra Bełchatów          | 4000   | Michał Winiarski            |
| 10. KOLEJKA |       |                             |                                         |                             |        |                             |
| 29.12.2011  | 17:00 | PGE Skra Bełchatów          | 3:0 (25:20, 25:23, 25:10)               | Lotos Trefl Gdańsk          | 2000   | Bartosz Kurek               |
| 30.12.2011  | 18:00 | Fart Kielce                 | 0:3 (18:25, 23:25, 28:30)               | ZAKSA Kędzierzyn-Koźle      | 3200   | Antonin Rouzier             |
| 29.12.2011  | 18:00 | Indykpol AZS Olsztyn        | 0:3 (19:25, 15:25, 15:25)               | Asseco Resovia Rzeszów      | 2500   | Olieg Achrem                |
| 30.12.2011  | 18:00 | Jastrzębski Węgiel          | 3:0 (25:19, 25:15, 25:22)               | Tytan AZS Częstochowa       | 3000   | Michał Łasko                |
| 29.12.2011  | 20:30 | Delecta Bydgoszcz           | 3:2 (18:25, 25:27, 25:22, 25:20, 17:15) | AZS Politechnika Warszawska | 1700   | Wojciech Jurkiewicz         |
| 11. KOLEJKA |       |                             |                                         |                             |        |                             |
| 13.01.2012  | 20:00 | Lotos Trefl Gdańsk          | 0:3 (21:25, 21:25, 20:25)               | Delecta Bydgoszcz           | 3250   | Marcin Wika                 |
| 14.01.2012  | 14:30 | AZS Politechnika Warszawska | 2:3 (23:25, 25:20, 21:25, 25:21, 10:15) | Jastrzębski Węgiel          | 4000   | Paweł Rusek                 |
| 16.01.2012  | 18:00 | Tytan AZS Częstochowa       | 3:1 (25:21, 25:16, 24:26, 25:14)        | Indykpol AZS Olsztyn        | 1550   | Fabian Drzyzga              |
| 14.01.2012  | 17:00 | Asseco Resovia Rzeszów      | 3:0 (25:19, 31:29, 25:20)               | Fart Kielce                 | 3700   | Georg Grozer                |
| 15.01.2012  | 18:00 | ZAKSA Kędzierzyn-Koźle      | 1:3 (25:23, 22:25, 25:27, 27:29)        | PGE Skra Bełchatów          | 3000   | Daniel Pliński              |
| 12. KOLEJKA |       |                             |                                         |                             |        |                             |
| 28.01.2012  | 15:00 | Lotos Trefl Gdańsk          | 0:3 (20:25, 19:25, 21:25)               | ZAKSA Kędzierzyn-Koźle      | 3500   | Antonin Rouzier             |
| 28.01.2012  | 20:00 | PGE Skra Bełchatów          | 3:0 (25:16, 29:27, 25:16)               | Asseco Resovia Rzeszów      | 2700   | Bartosz Kurek               |
| 30.01.2012  | 18:00 | Fart Kielce                 | 1:3 (25:16, 25:27, 25:27, 23:25)        | Tytan AZS Częstochowa       | 2500   | Wojciech Sobala             |
| 28.01.2012  | 17:00 | Indykpol AZS Olsztyn        | 0:3 (17:25, 21:25, 15:25)               | AZS Politechnika Warszawska | 1900   | Patrick Steuerwald          |
| 29.01.2012  | 17:30 | Jastrzębski Węgiel          | 2:3 (23:25, 22:25, 25:19, 25:20, 17:19) | Delecta Bydgoszcz           | 3000   | Stéphane Antiga             |
| 13. KOLEJKA |       |                             |                                         |                             |        |                             |
| 04.02.2012  | 17:00 | Jastrzębski Węgiel          | 3:0 (25:19, 26:24, 25:18)               | Lotos Trefl Gdańsk          | 2800   | Russell Holmes              |
| 04.02.2012  | 17:00 | Delecta Bydgoszcz           | 3:0 (25:15, 25:11, 25:12)               | Indykpol AZS Olsztyn        | 2100   | Antti Siltala               |
| 03.02.2012  | 18:00 | AZS Politechnika Warszawska | 3:2 (25:23, 25:20, 19:25, 22:25, 15:12) | Fart Kielce                 | 1250   | Damian Wojtaszek            |
| 05.02.2012  | 18:00 | Tytan AZS Częstochowa       | 0:3 (16:25, 24:26, 24:26)               | PGE Skra Bełchatów          | 2500   | Miguel Ángel Falasca        |
| 04.02.2012  | 14:30 | Asseco Resovia Rzeszów      | 3:1 (25:27, 25:21, 25:19, 25:14)        | ZAKSA Kędzierzyn-Koźle      | 4100   | Georg Grozer                |
| 14. KOLEJKA |       |                             |                                         |                             |        |                             |
| 11.02.2012  | 18:00 | Lotos Trefl Gdańsk          | 1:3 (22:25, 23:25, 25:17, 17:25)        | Asseco Resovia Rzeszów      | 3650   | Piotr Nowakowski            |
| 11.02.2012  | 17:00 | ZAKSA Kędzierzyn-Koźle      | 3:0 (25:21, 30:28, 27:25)               | Tytan AZS Częstochowa       | 1500   | Dominik Witczak             |
| 11.02.2012  | 16:00 | PGE Skra Bełchatów          | 3:2 (21:25, 25:17, 26:24, 23:25, 15:13) | AZS Politechnika Warszawska | 2000   | Mariusz Wlazły              |
| 10.02.2012  | 18:00 | Delecta Bydgoszcz           | 3:0 (25:23, 25:23, 25:13)               | Fart Kielce                 | 1900   | Dawid Konarski              |
| 11.02.2012  | 13:45 | Indykpol AZS Olsztyn        | 1:3 (25:18, 21:25, 20:25, 22:25)        | Jastrzębski Węgiel          | 1700   | Michał Kubiak               |
| 15. KOLEJKA |       |                             |                                         |                             |        |                             |
| 15.02.2012  | 18:00 | Indykpol AZS Olsztyn        | 1:3 (21:25, 20:25, 25:21, 20:25)        | Lotos Trefl Gdańsk          | 1400   | Grzegorz Łomacz             |
| 15.02.2012  | 18:00 | Jastrzębski Węgiel          | 2:3 (25:21, 21:25, 25:23, 19:25, 11:15) | Fart Kielce                 | 2500   | Michał Kozłowski            |
| 15.02.2012  | 18:00 | Delecta Bydgoszcz           | 0:3 (31:33, 16:25, 17:25)               | PGE Skra Bełchatów          | 5127   | Bartosz Kurek               |
| 15.02.2012  | 19:00 | AZS Politechnika Warszawska | 0:3 (21:25, 17:25, 16:25)               | ZAKSA Kędzierzyn-Koźle      | 2500   | Paweł Zagumny               |
| 15.02.2012  | 19:00 | Tytan AZS Częstochowa       | 0:3 (16:25, 19:25, 18:25)               | Asseco Resovia Rzeszów      | 1200   | Lukáš Ticháček              |
| 16. KOLEJKA |       |                             |                                         |                             |        |                             |
| 18.02.2012  | 15:00 | Lotos Trefl Gdańsk          | 1:3 (18:25, 20:25, 27:25, 24:26)        | Tytan AZS Częstochowa       | 960    | Bartosz Janeczek            |
| 19.02.2012  | 13:00 | Asseco Resovia Rzeszów      | 3:0 (25:19, 25:22, 25:17)               | AZS Politechnika Warszawska | 4300   | Piotr Nowakowski            |
| 18.02.2012  | 17:00 | ZAKSA Kędzierzyn-Koźle      | 3:2 (25:21, 17:25, 21:25, 25:18, 15:12) | Delecta Bydgoszcz           | 1800   | Paweł Zagumny               |
| 18.02.2012  | 14:30 | PGE Skra Bełchatów          | 3:0 (25:18, 25:23, 25:21)               | Jastrzębski Węgiel          | 2700   | Michał Winiarski            |
| 20.02.2012  | 18:00 | Fart Kielce                 | 3:1 (25:21, 25:19, 24:26, 25:20)        | Indykpol AZS Olsztyn        | 1000   | Marcus Nilsson              |
| 17. KOLEJKA |       |                             |                                         |                             |        |                             |
| 26.02.2012  | 18:00 | Fart Kielce                 | 3:1 (25:19, 16:25, 25:19, 26:24)        | Lotos Trefl Gdańsk          | 2500   | Xavier Kapfer               |
| 25.02.2012  | 17:00 | Indykpol AZS Olsztyn        | 1:3 (17:25, 25:20, 20:25, 17:25)        | PGE Skra Bełchatów          | 1700   | Michał Winiarski            |
| 26.02.2012  | 17:30 | Jastrzębski Węgiel          | 0:3 (23:25, 22:25, 20:25)               | ZAKSA Kędzierzyn-Koźle      | 2600   | Michał Ruciak               |
| 24.02.2012  | 18:00 | Delecta Bydgoszcz           | 3:2 (19:25, 25:20, 25:21, 18:25, 15:10) | Asseco Resovia Rzeszów      | 2800   | Stéphane Antiga             |
| 26.02.2012  | 16:00 | AZS Politechnika Warszawska | 3:2 (20:25, 29:27, 25:17, 24:26, 19:17) | Tytan AZS Częstochowa       | 1500   | Paweł Mikołajczak           |
| 18. KOLEJKA |       |                             |                                         |                             |        |                             |
| 03.03.2012  | 17:00 | Lotos Trefl Gdańsk          | 3:0 (25:18, 25:12, 27:25)               | AZS Politechnika Warszawska | 2750   | Grzegorz Łomacz             |
| 07.03.2012  | 19:00 | Tytan AZS Częstochowa       | 3:1 (25:20, 26:28, 25:23, 25:18)        | Delecta Bydgoszcz           | 1500   | Krzysztof Gierczyński       |
| 02.03.2012  | 18:00 | Asseco Resovia Rzeszów      | 3:0 (25:21, 25:19, 25:22)               | Jastrzębski Węgiel          | 4304   | Adrian Radu Gontariu        |
| 03.03.2012  | 17:00 | ZAKSA Kędzierzyn-Koźle      | 1:3 (20:25, 25:23, 19:25, 22:25)        | Indykpol AZS Olsztyn        | 1600   | Bartosz Krzysiek            |
| 03.03.2012  | 16:00 | PGE Skra Bełchatów          | 3:1 (29:27, 25:15, 22:25, 25:22)        | Fart Kielce                 | 2500   | Michał Winiarski            |

### Tabela fazy zasadniczej
| Lp. | Drużyna                     | Pkt | Mecze | Mecze | Mecze | Rodzaj wyniku | Rodzaj wyniku | Rodzaj wyniku | Rodzaj wyniku | Rodzaj wyniku | Rodzaj wyniku | Sety | Sety | Sety  | Małe punkty | Małe punkty | Małe punkty |
| Lp. | Drużyna                     | Pkt | M     | W     | P     | 3:0           | 3:1           | 3:2           | 2:3           | 1:3           | 0:3           | wyg. | prz. | stos. | zdob.       | str.        | stos.       |
| --- | --------------------------- | --- | ----- | ----- | ----- | ------------- | ------------- | ------------- | ------------- | ------------- | ------------- | ---- | ---- | ----- | ----------- | ----------- | ----------- |
| 1   | PGE Skra Bełchatów          | 46  | 18    | 16    | 2     | 7             | 6             | 3             | 1             | 0             | 1             | 50   | 18   | 2.78  | 1642        | 1431        | 1.15        |
| 2   | ZAKSA Kędzierzyn-Koźle      | 39  | 18    | 13    | 5     | 8             | 4             | 1             | 1             | 4             | 0             | 45   | 21   | 2.14  | 1587        | 1492        | 1.06        |
| 3   | Asseco Resovia Rzeszów      | 38  | 18    | 13    | 5     | 8             | 3             | 2             | 1             | 2             | 2             | 43   | 22   | 1.95  | 1530        | 1389        | 1.1         |
| 4   | Delecta Bydgoszcz           | 31  | 18    | 11    | 7     | 5             | 2             | 4             | 2             | 3             | 2             | 40   | 31   | 1.29  | 1586        | 1523        | 1.04        |
| 5   | Jastrzębski Węgiel          | 29  | 18    | 10    | 8     | 3             | 4             | 3             | 2             | 3             | 3             | 37   | 34   | 1.09  | 1593        | 1581        | 1.01        |
| 6   | Tytan AZS Częstochowa       | 23  | 18    | 7     | 11    | 1             | 6             | 0             | 2             | 2             | 7             | 27   | 39   | 0.69  | 1499        | 1567        | 0.96        |
| 7   | Fart Kielce                 | 21  | 18    | 6     | 12    | 2             | 3             | 1             | 4             | 4             | 4             | 30   | 41   | 0.73  | 1575        | 1621        | 0.97        |
| 8   | AZS Politechnika Warszawska | 19  | 18    | 6     | 12    | 2             | 0             | 4             | 5             | 3             | 4             | 31   | 44   | 0.7   | 1592        | 1679        | 0.95        |
| 9   | Indykpol AZS Olsztyn        | 13  | 18    | 4     | 14    | 1             | 3             | 0             | 1             | 6             | 7             | 20   | 45   | 0.44  | 1344        | 1547        | 0.87        |
| 10  | Lotos Trefl Gdańsk          | 11  | 18    | 4     | 14    | 2             | 1             | 1             | 0             | 5             | 9             | 17   | 45   | 0.38  | 1341        | 1459        | 0.92        |

Źródło: plusliga.pl
Punktacja: 3:0 i 3:1 – 3 pkt; 3:2 – 2 pkt; 2:3 – 1 pkt; 1:3 i 0:3 – 0 pkt
Zasady ustalania kolejności: 1. liczba punktów; 2. stosunek setów; 3. stosunek małych punktów; 4. bilans w bezpośrednich meczach
     faza play-off
     mecze o miejsca 9-10

### Zmiany w tabeli fazy zasadniczej
| Klub                        | 1  | 2  | 3  | 4  | 5  | 6  | 7  | 8  | 9  | 10 | 11 | 12 | 13 | 14 | 15 | 16 | 17 | 18 |
| --------------------------- | -- | -- | -- | -- | -- | -- | -- | -- | -- | -- | -- | -- | -- | -- | -- | -- | -- | -- |
| Asseco Resovia Rzeszów      | 1  | 1  | 2  | 3  | 3  | 4  | 3  | 3  | 3  | 3  | 3  | 3  | 3  | 4  | 3  | 3  | 3  | 3  |
| AZS Politechnika Warszawska | 9  | 8  | 9  | 9  | 8  | 9  | 9  | 9  | 9  | 7  | 8  | 7  | 6  | 6  | 6  | 8  | 8  | 8  |
| Delecta Bydgoszcz           | 2  | 2  | 3  | 2  | 2  | 3  | 4  | 5  | 5  | 5  | 5  | 4  | 4  | 3  | 5  | 4  | 4  | 4  |
| Fart Kielce                 | 8  | 9  | 7  | 7  | 7  | 6  | 6  | 6  | 6  | 6  | 7  | 8  | 8  | 8  | 8  | 7  | 6  | 7  |
| Indykpol AZS Olsztyn        | 10 | 4  | 4  | 5  | 6  | 7  | 8  | 8  | 8  | 9  | 9  | 9  | 9  | 9  | 9  | 9  | 9  | 9  |
| Jastrzębski Węgiel          | 6  | 5  | 5  | 4  | 4  | 5  | 5  | 4  | 4  | 4  | 4  | 5  | 5  | 5  | 4  | 5  | 5  | 5  |
| PGE Skra Bełchatów          | 3  | 6  | 6  | 6  | 5  | 2  | 2  | 2  | 2  | 2  | 1  | 1  | 1  | 1  | 1  | 1  | 1  | 1  |
| Lotos Trefl Gdańsk          | 7  | 10 | 10 | 10 | 10 | 10 | 10 | 10 | 10 | 10 | 10 | 10 | 10 | 10 | 10 | 10 | 10 | 10 |
| Tytan AZS Częstochowa       | 4  | 7  | 8  | 8  | 9  | 8  | 7  | 7  | 7  | 8  | 6  | 6  | 7  | 7  | 7  | 6  | 7  | 6  |
| ZAKSA Kędzierzyn-Koźle      | 5  | 3  | 1  | 1  | 1  | 1  | 1  | 1  | 1  | 1  | 2  | 2  | 2  | 2  | 2  | 2  | 2  | 2  |

## Faza play-off

### Drabinka
|  |              |                             |              |                        |              |              |              |   |                        |                    |           |           |                        |           |                    |                    |                    |                    |                    |                    |                    |        |        |        |        |
|  | Ćwierćfinały | Ćwierćfinały                | Ćwierćfinały | Ćwierćfinały           | Ćwierćfinały | Ćwierćfinały | Ćwierćfinały |   |                        | Półfinały          | Półfinały | Półfinały | Półfinały              | Półfinały | Półfinały          | Półfinały          |                    |                    | Finały             | Finały             | Finały             | Finały | Finały | Finały | Finały |
|  | Ćwierćfinały | Ćwierćfinały                | Ćwierćfinały | Ćwierćfinały           | Ćwierćfinały | Ćwierćfinały | Ćwierćfinały |   |                        | Półfinały          | Półfinały | Półfinały | Półfinały              | Półfinały | Półfinały          | Półfinały          |                    |                    | Finały             | Finały             | Finały             | Finały | Finały | Finały | Finały |
|  |              |                             |              |                        |              |              |              |   |                        |                    |           |           |                        |           |                    |                    |                    |                    |                    |                    |                    |        |        |        |        |
|  |              |                             |              |                        |              |              |              |   |                        |                    |           |           |                        |           |                    |                    |                    |                    |                    |                    |                    |        |        |        |        |
|  | 1            | PGE Skra Bełchatów          | 3            | 3                      | 3            |              |              |   |                        |                    |           |           |                        |           |                    |                    |                    |                    |                    |                    |                    |        |        |        |        |
|  | 1            | PGE Skra Bełchatów          | 3            | 3                      | 3            |              |              |   |                        |                    |           |           |                        |           |                    |                    |                    |                    |                    |                    |                    |        |        |        |        |
|  | 8            | AZS Politechnika Warszawska | 0            | 0                      | 0            |              |              |   |                        |                    |           |           |                        |           |                    |                    |                    |                    |                    |                    |                    |        |        |        |        |
|  | 8            | AZS Politechnika Warszawska | 0            | 0                      | 0            |              |              | 1 | PGE Skra Bełchatów     | 3                  | 3         | 3         |                        |           |                    |                    |                    |                    |                    |                    |                    |        |        |        |        |
|  |              |                             |              |                        |              |              |              | 1 | PGE Skra Bełchatów     | 3                  | 3         | 3         |                        |           |                    |                    |                    |                    |                    |                    |                    |        |        |        |        |
|  |              |                             | 5            | Jastrzębski Węgiel     | 2            | 0            | 2            |   |                        |                    |           |           |                        |           |                    |                    |                    |                    |                    |                    |                    |        |        |        |        |
|  | 4            | Delecta Bydgoszcz           | 5            | Jastrzębski Węgiel     | 2            | 0            | 2            | 3 | 2                      | 2                  | 1         |           |                        |           |                    |                    |                    |                    |                    |                    |                    |        |        |        |        |
|  | 4            | Delecta Bydgoszcz           |              |                        |              |              |              |   |                        |                    |           |           |                        |           |                    |                    |                    |                    |                    |                    |                    |        |        |        |        |
|  | 5            | Jastrzębski Węgiel          | 0            | 3                      | 3            | 3            |              |   |                        |                    |           |           |                        |           |                    |                    |                    |                    |                    |                    |                    |        |        |        |        |
|  | 5            | Jastrzębski Węgiel          | 0            | 3                      | 3            | 3            |              |   | 1                      | PGE Skra Bełchatów | 1         | 1         | 3                      | 0         |                    |                    |                    |                    |                    |                    |                    |        |        |        |        |
|  |              |                             |              |                        |              |              |              |   |                        |                    |           |           |                        |           |                    |                    |                    |                    |                    |                    |                    |        |        |        |        |
|  |              |                             | 3            | Asseco Resovia Rzeszów | 3            | 3            | 1            | 3 |                        |                    |           |           |                        |           |                    |                    |                    |                    |                    |                    |                    |        |        |        |        |
|  | 2            | ZAKSA Kędzierzyn-Koźle      | 3            | Asseco Resovia Rzeszów | 3            | 3            | 1            | 3 | 3                      | 3                  | 3         |           |                        |           |                    |                    |                    |                    |                    |                    |                    |        |        |        |        |
|  | 2            | ZAKSA Kędzierzyn-Koźle      |              |                        |              |              |              |   |                        |                    |           |           |                        |           |                    |                    |                    |                    |                    |                    |                    |        |        |        |        |
|  | 7            | Fart Kielce                 | 0            | 1                      | 2            |              |              |   |                        |                    |           |           |                        |           |                    |                    |                    |                    |                    |                    |                    |        |        |        |        |
|  | 7            | Fart Kielce                 | 0            | 1                      | 2            |              |              | 2 | ZAKSA Kędzierzyn-Koźle | 0                  | 3         | 2         | 0                      |           | Mecze o 3. miejsce | Mecze o 3. miejsce | Mecze o 3. miejsce | Mecze o 3. miejsce | Mecze o 3. miejsce | Mecze o 3. miejsce | Mecze o 3. miejsce |        |        |        |        |
|  |              |                             |              |                        |              |              |              | 2 | ZAKSA Kędzierzyn-Koźle | 0                  | 3         | 2         | 0                      |           | Mecze o 3. miejsce | Mecze o 3. miejsce | Mecze o 3. miejsce | Mecze o 3. miejsce | Mecze o 3. miejsce | Mecze o 3. miejsce | Mecze o 3. miejsce |        |        |        |        |
|  |              |                             | 3            | Asseco Resovia Rzeszów | 3            | 1            | 3            | 3 |                        |                    |           |           |                        |           |                    |                    |                    |                    |                    |                    |                    |        |        |        |        |
|  | 3            | Asseco Resovia Rzeszów      | 3            | Asseco Resovia Rzeszów | 3            | 1            | 3            | 3 | 3                      | 3                  | 3         |           |                        |           |                    |                    |                    |                    |                    |                    |                    |        |        |        |        |
|  | 3            | Asseco Resovia Rzeszów      |              |                        |              |              |              |   |                        |                    |           | 2         | ZAKSA Kędzierzyn-Koźle | 1         | 3                  | 0                  | 3                  | 3                  |                    |                    |                    |        |        |        |        |
|  | 6            | Tytan AZS Częstochowa       | 1            | 1                      | 1            |              |              |   |                        |                    |           | 2         | ZAKSA Kędzierzyn-Koźle | 1         | 3                  | 0                  | 3                  | 3                  |                    |                    |                    |        |        |        |        |
|  | 6            | Tytan AZS Częstochowa       | 1            | 1                      | 1            |              |              | 5 | Jastrzębski Węgiel     | 3                  | 1         | 3         | 0                      | 0         |                    |                    |                    |                    |                    |                    |                    |        |        |        |        |
|  |              |                             |              |                        |              |              |              | 5 | Jastrzębski Węgiel     | 3                  | 1         | 3         | 0                      | 0         |                    |                    |                    |                    |                    |                    |                    |        |        |        |        |

|  |                     |                             |                     |                       |                     |   |   |                    |                    |                    |                    |                    |                    |                    |
|  | Mecze o miejsca 5-8 | Mecze o miejsca 5-8         | Mecze o miejsca 5-8 | Mecze o miejsca 5-8   | Mecze o miejsca 5-8 |   |   | Mecze o 5. miejsce | Mecze o 5. miejsce | Mecze o 5. miejsce | Mecze o 5. miejsce | Mecze o 5. miejsce | Mecze o 5. miejsce | Mecze o 5. miejsce |
|  | Mecze o miejsca 5-8 | Mecze o miejsca 5-8         | Mecze o miejsca 5-8 | Mecze o miejsca 5-8   | Mecze o miejsca 5-8 |   |   | Mecze o 5. miejsce | Mecze o 5. miejsce | Mecze o 5. miejsce | Mecze o 5. miejsce | Mecze o 5. miejsce | Mecze o 5. miejsce | Mecze o 5. miejsce |
|  |                     |                             |                     |                       |                     |   |   |                    |                    |                    |                    |                    |                    |                    |
|  |                     |                             |                     |                       |                     |   |   |                    |                    |                    |                    |                    |                    |                    |
|  | 4                   | Delecta Bydgoszcz           | 3                   | 3                     |                     |   |   |                    |                    |                    |                    |                    |                    |                    |
|  | 4                   | Delecta Bydgoszcz           | 3                   | 3                     |                     |   |   |                    |                    |                    |                    |                    |                    |                    |
|  | 8                   | AZS Politechnika Warszawska | 0                   | 0                     |                     |   |   |                    |                    |                    |                    |                    |                    |                    |
|  | 8                   | AZS Politechnika Warszawska | 0                   | 0                     |                     |   | 4 | Delecta Bydgoszcz  | 2                  | 2                  | 3                  | 3                  | 3                  |                    |
|  |                     |                             |                     |                       |                     |   | 4 | Delecta Bydgoszcz  | 2                  | 2                  | 3                  | 3                  | 3                  |                    |
|  |                     |                             | 6                   | Tytan AZS Częstochowa | 3                   | 3 | 1 | 1                  | 0                  |                    |                    |                    |                    |                    |
|  | 6                   | Tytan AZS Częstochowa       | 6                   | Tytan AZS Częstochowa | 3                   | 3 | 1 | 1                  | 0                  | 3                  | 3                  |                    |                    |                    |
|  | 6                   | Tytan AZS Częstochowa       |                     |                       |                     |   |   |                    |                    |                    |                    |                    |                    |                    |
|  | 7                   | Fart Kielce                 | 1                   | 1                     |                     |   |   |                    |                    |                    |                    |                    |                    |                    |
|  | 7                   | Fart Kielce                 | 1                   | 1                     |                     |   |   |                    |                    |                    |                    |                    |                    |                    |
|  |                     |                             |                     |                       |                     |   |   |                    |                    |                    |                    |                    |                    |                    |

### I runda

#### Ćwierćfinały
(do trzech zwycięstw)
| Data                   | Godz.                  | Gospodarz                   | Rezultat                                | Gość                        | Widzów                      | MVP                         |
| ---------------------- | ---------------------- | --------------------------- | --------------------------------------- | --------------------------- | --------------------------- | --------------------------- |
| PGE Skra Bełchatów     | PGE Skra Bełchatów     | PGE Skra Bełchatów          | 3 – 0                                   | AZS Politechnika Warszawska | AZS Politechnika Warszawska | AZS Politechnika Warszawska |
| 10.03.2012             | 14:30                  | PGE Skra Bełchatów          | 3:0 (25:23, 25:21, 25:21)               | AZS Politechnika Warszawska | 2000                        | Bartosz Kurek               |
| 11.03.2012             | 14:30                  | PGE Skra Bełchatów          | 3:0 (25:21, 25:21, 25:17)               | AZS Politechnika Warszawska | 1500                        | Karol Kłos                  |
| 21.03.2012             | 18:00                  | AZS Politechnika Warszawska | 0:3 (14:25, 16:25, 23:25)               | PGE Skra Bełchatów          | 2000                        | Miguel Ángel Falasca        |
| Delecta Bydgoszcz      | Delecta Bydgoszcz      | Delecta Bydgoszcz           | 1 – 3                                   | Jastrzębski Węgiel          | Jastrzębski Węgiel          | Jastrzębski Węgiel          |
| 11.03.2012             | 14:00                  | Delecta Bydgoszcz           | 3:0 (25:22, 25:18, 25:22)               | Jastrzębski Węgiel          | 3000                        | Stéphane Antiga             |
| 12.03.2012             | 18:00                  | Delecta Bydgoszcz           | 2:3 (25:23, 25:22, 15:25, 23:25, 9:15)  | Jastrzębski Węgiel          | 2900                        | Michał Łasko                |
| 21.03.2012             | 18:00                  | Jastrzębski Węgiel          | 3:2 (26:28, 22:25, 25:20, 26:24, 16:14) | Delecta Bydgoszcz           | 2900                        | Michał Łasko                |
| 22.03.2012             | 18:00                  | Jastrzębski Węgiel          | 3:1 (25:23, 21:25, 25:20, 25:18)        | Delecta Bydgoszcz           | 3000                        | Michał Łasko                |
| ZAKSA Kędzierzyn-Koźle | ZAKSA Kędzierzyn-Koźle | ZAKSA Kędzierzyn-Koźle      | 3 – 0                                   | Fart Kielce                 | Fart Kielce                 | Fart Kielce                 |
| 09.03.2012             | 18:00                  | ZAKSA Kędzierzyn-Koźle      | 3:0 (25:16, 25:22, 25:22)               | Fart Kielce                 | 1200                        | Antonin Rouzier             |
| 10.03.2012             | 17:00                  | ZAKSA Kędzierzyn-Koźle      | 3:1 (25:17, 27:29, 25:13, 25:19)        | Fart Kielce                 | 1200                        | Guillaume Samica            |
| 21.03.2012             | 18:00                  | Fart Kielce                 | 2:3 (25:20, 19:25, 17:25, 25:23, 12:15) | ZAKSA Kędzierzyn-Koźle      | 2800                        | Antonin Rouzier             |
| Asseco Resovia Rzeszów | Asseco Resovia Rzeszów | Asseco Resovia Rzeszów      | 3 – 0                                   | Tytan AZS Częstochowa       | Tytan AZS Częstochowa       | Tytan AZS Częstochowa       |
| 09.03.2012             | 18:00                  | Asseco Resovia Rzeszów      | 3:1 (25:22, 25:21, 22:25, 25:16)        | Tytan AZS Częstochowa       | 4200                        | Lukáš Ticháček              |
| 10.03.2012             | 17:00                  | Asseco Resovia Rzeszów      | 3:1 (25:22, 19:25, 25:23, 25:12)        | Tytan AZS Częstochowa       | 3900                        | Piotr Nowakowski            |
| 21.03.2012             | 19:00                  | Tytan AZS Częstochowa       | 1:3 (17:25, 23:25, 25:22, 13:25)        | Asseco Resovia Rzeszów      | 1800                        | Marko Bojić                 |

### II runda

#### Półfinały
(do trzech zwycięstw)
| Data                   | Godz.                  | Gospodarz              | Rezultat                                | Gość                   | Widzów                 | MVP                    |
| ---------------------- | ---------------------- | ---------------------- | --------------------------------------- | ---------------------- | ---------------------- | ---------------------- |
| PGE Skra Bełchatów     | PGE Skra Bełchatów     | PGE Skra Bełchatów     | 3 – 0                                   | Jastrzębski Węgiel     | Jastrzębski Węgiel     | Jastrzębski Węgiel     |
| 04.04.2012             | 20:45                  | PGE Skra Bełchatów     | 3:2 (18:25, 25:22, 21:25, 25:22, 15:11) | Jastrzębski Węgiel     | 2700                   | Mariusz Wlazły         |
| 05.04.2012             | 20:45                  | PGE Skra Bełchatów     | 3:0 (25:19, 27:25, 25:20)               | Jastrzębski Węgiel     | 2700                   | Bartosz Kurek          |
| 10.04.2012             | 17:30                  | Jastrzębski Węgiel     | 2:3 (25:23, 19:25, 25:21, 26:28, 12:15) | PGE Skra Bełchatów     | 3000                   | Bartosz Kurek          |
| ZAKSA Kędzierzyn-Koźle | ZAKSA Kędzierzyn-Koźle | ZAKSA Kędzierzyn-Koźle | 1 – 3                                   | Asseco Resovia Rzeszów | Asseco Resovia Rzeszów | Asseco Resovia Rzeszów |
| 04.04.2012             | 17:30                  | ZAKSA Kędzierzyn-Koźle | 0:3 (19:25, 23:25, 15:25)               | Asseco Resovia Rzeszów | 2000                   | Krzysztof Ignaczak     |
| 05.04.2012             | 17:30                  | ZAKSA Kędzierzyn-Koźle | 3:1 (24:26, 25:23, 25:20, 25:20)        | Asseco Resovia Rzeszów | 2400                   | Paweł Zagumny          |
| 10.04.2012             | 20:00                  | Asseco Resovia Rzeszów | 3:2 (25:23, 27:29, 23:25, 25:15, 15:13) | ZAKSA Kędzierzyn-Koźle | 4300                   | Georg Grozer           |
| 11.04.2012             | 20:00                  | Asseco Resovia Rzeszów | 3:0 (26:24, 25:21, 25:17)               | ZAKSA Kędzierzyn-Koźle | 4300                   | Georg Grozer           |

#### Mecze o miejsca 5-8
(do dwóch zwycięstw)
| Data                  | Godz.                 | Gospodarz                   | Rezultat                         | Gość                        | Widzów                      | MVP                         |
| --------------------- | --------------------- | --------------------------- | -------------------------------- | --------------------------- | --------------------------- | --------------------------- |
| Delecta Bydgoszcz     | Delecta Bydgoszcz     | Delecta Bydgoszcz           | 2 – 0                            | AZS Politechnika Warszawska | AZS Politechnika Warszawska | AZS Politechnika Warszawska |
| 04.04.2012            | 18:30                 | AZS Politechnika Warszawska | 0:3 (16:25, 17:25, 24:26)        | Delecta Bydgoszcz           | 700                         | Dawid Konarski              |
| 10.04.2012            | 18:00                 | Delecta Bydgoszcz           | 3:0 (25:17, 25:22, 25:18)        | AZS Politechnika Warszawska | 1800                        | Stéphane Antiga             |
| Tytan AZS Częstochowa | Tytan AZS Częstochowa | Tytan AZS Częstochowa       | 2 – 0                            | Fart Kielce                 | Fart Kielce                 | Fart Kielce                 |
| 04.04.2012            | 19:00                 | Fart Kielce                 | 1:3 (22:25, 25:18, 21:25, 30:32) | Tytan AZS Częstochowa       | 2500                        | Dawid Murek                 |
| 11.04.2012            | 19:00                 | Tytan AZS Częstochowa       | 3:1 (25:20, 25:23, 17:25, 31:29) | Fart Kielce                 | 1300                        | Łukasz Wiśniewski           |

### III runda

#### Finały
(do trzech zwycięstw)
| Data               | Godz.              | Gospodarz              | Rezultat                         | Gość                   | Widzów                 | MVP                    |
| ------------------ | ------------------ | ---------------------- | -------------------------------- | ---------------------- | ---------------------- | ---------------------- |
| PGE Skra Bełchatów | PGE Skra Bełchatów | PGE Skra Bełchatów     | 1 – 3                            | Asseco Resovia Rzeszów | Asseco Resovia Rzeszów | Asseco Resovia Rzeszów |
| 17.04.2012         | 18:00              | PGE Skra Bełchatów     | 1:3 (25:18, 24:26, 16:25, 18:25) | Asseco Resovia Rzeszów | 2700                   | Paul Lotman            |
| 18.04.2012         | 18:00              | PGE Skra Bełchatów     | 1:3 (21:25, 19:25, 26:24, 15:25) | Asseco Resovia Rzeszów | 2700                   | Lukáš Ticháček         |
| 21.04.2012         | 18:00              | Asseco Resovia Rzeszów | 1:3 (19:25, 15:25, 25:16, 20:25) | PGE Skra Bełchatów     | 4300                   | Daniel Pliński         |
| 22.04.2012         | 14:00              | Asseco Resovia Rzeszów | 3:0 (25:23, 25:21, 25:15)        | PGE Skra Bełchatów     | 4200                   | Georg Grozer           |

#### Mecze o 3. miejsce
(do trzech zwycięstw)
| Data                   | Godz.                  | Gospodarz              | Rezultat                         | Gość                   | Widzów             | MVP                         |
| ---------------------- | ---------------------- | ---------------------- | -------------------------------- | ---------------------- | ------------------ | --------------------------- |
| ZAKSA Kędzierzyn-Koźle | ZAKSA Kędzierzyn-Koźle | ZAKSA Kędzierzyn-Koźle | 3 – 2                            | Jastrzębski Węgiel     | Jastrzębski Węgiel | Jastrzębski Węgiel          |
| 17.04.2012             | 18:00                  | ZAKSA Kędzierzyn-Koźle | 1:3 (25:20, 20:25, 16:25, 22:25) | Jastrzębski Węgiel     | 1800               | Michał Kubiak               |
| 18.04.2012             | 18:00                  | ZAKSA Kędzierzyn-Koźle | 3:1 (25:21, 25:19, 24:26, 25:21) | Jastrzębski Węgiel     | 1200               | Michał Ruciak               |
| 21.04.2012             | 17:00                  | Jastrzębski Węgiel     | 3:0 (25:23, 25:22, 25:15)        | ZAKSA Kędzierzyn-Koźle | 3000               | Raphael Margarido (Vinhedo) |
| 22.04.2012             | 17:00                  | Jastrzębski Węgiel     | 0:3 (20:25, 19:25, 22:25)        | ZAKSA Kędzierzyn-Koźle | 2900               | Paweł Zagumny               |
| 25.04.2012             | 20:00                  | ZAKSA Kędzierzyn-Koźle | 3:0 (25:21, 25:23, 25:19)        | Jastrzębski Węgiel     | 2600               | Guillaume Samica            |

#### Mecze o 5. miejsce
(do trzech zwycięstw)
| Data              | Godz.             | Gospodarz             | Rezultat                                | Gość                  | Widzów                | MVP                   |
| ----------------- | ----------------- | --------------------- | --------------------------------------- | --------------------- | --------------------- | --------------------- |
| Delecta Bydgoszcz | Delecta Bydgoszcz | Delecta Bydgoszcz     | 3 – 2                                   | Tytan AZS Częstochowa | Tytan AZS Częstochowa | Tytan AZS Częstochowa |
| 17.04.2012        | 18:00             | Delecta Bydgoszcz     | 2:3 (22:25, 25:20, 25:21, 20:25, 11:15) | Tytan AZS Częstochowa | 1300                  | Dawid Murek           |
| 18.04.2012        | 18:00             | Delecta Bydgoszcz     | 2:3 (25:20, 20:25, 18:25, 25:17, 11:15) | Tytan AZS Częstochowa | 1100                  | Łukasz Wiśniewski     |
| 21.04.2012        | 17:00             | Tytan AZS Częstochowa | 1:3 (24:26, 15:25, 26:24, 19:25)        | Delecta Bydgoszcz     | 1300                  | Marcin Wika           |
| 22.04.2012        | 15:00             | Tytan AZS Częstochowa | 1:3 (18:25, 23:25, 30:28, 14:25)        | Delecta Bydgoszcz     | 800                   | Michal Masný          |
| 25.04.2012        | 18:00             | Delecta Bydgoszcz     | 3:0 (25:19, 25:14, 26:24)               | Tytan AZS Częstochowa | 2200                  | Dawid Konarski        |

## Mecze o miejsca 9-10
(do trzech zwycięstw)
| Data                 | Godz.                | Gospodarz            | Rezultat                                | Gość                 | Widzów             | MVP                 |
| -------------------- | -------------------- | -------------------- | --------------------------------------- | -------------------- | ------------------ | ------------------- |
| Indykpol AZS Olsztyn | Indykpol AZS Olsztyn | Indykpol AZS Olsztyn | 1 – 3                                   | Lotos Trefl Gdańsk   | Lotos Trefl Gdańsk | Lotos Trefl Gdańsk  |
| 10.03.2012           | 17:00                | Indykpol AZS Olsztyn | 3:2 (23:25, 25:19, 25:14, 26:28, 15:10) | Lotos Trefl Gdańsk   | 1000               | Paweł Siezieniewski |
| 14.03.2012           | 19:00                | Lotos Trefl Gdańsk   | 3:1 (27:25, 17:25, 25:18, 25:19)        | Indykpol AZS Olsztyn | 1380               | Mikko Oivanen       |
| 21.03.2012           | 18:00                | Indykpol AZS Olsztyn | 0:3 (23:25, 23:25, 23:25)               | Lotos Trefl Gdańsk   | 1500               | Dmytro Wdowin       |
| 28.03.2012           | 19:00                | Lotos Trefl Gdańsk   | 3:0 (25:13, 25:21, 26:24)               | Indykpol AZS Olsztyn | 1650               | Matti Hietanen      |

## Klasyfikacja końcowa

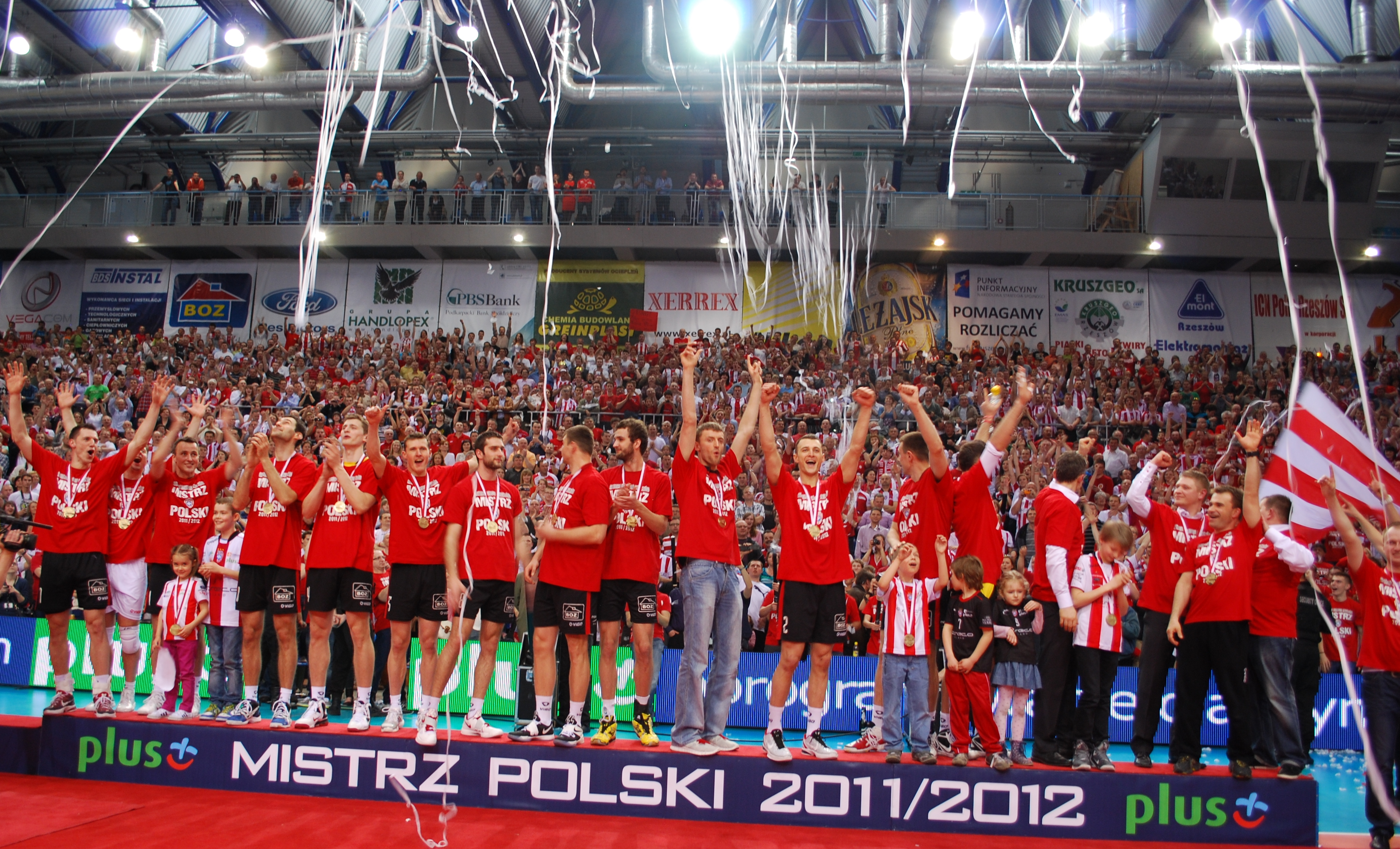
Asseco Resovia Rzeszów Mistrzem Polski w sezonie 2011/2012

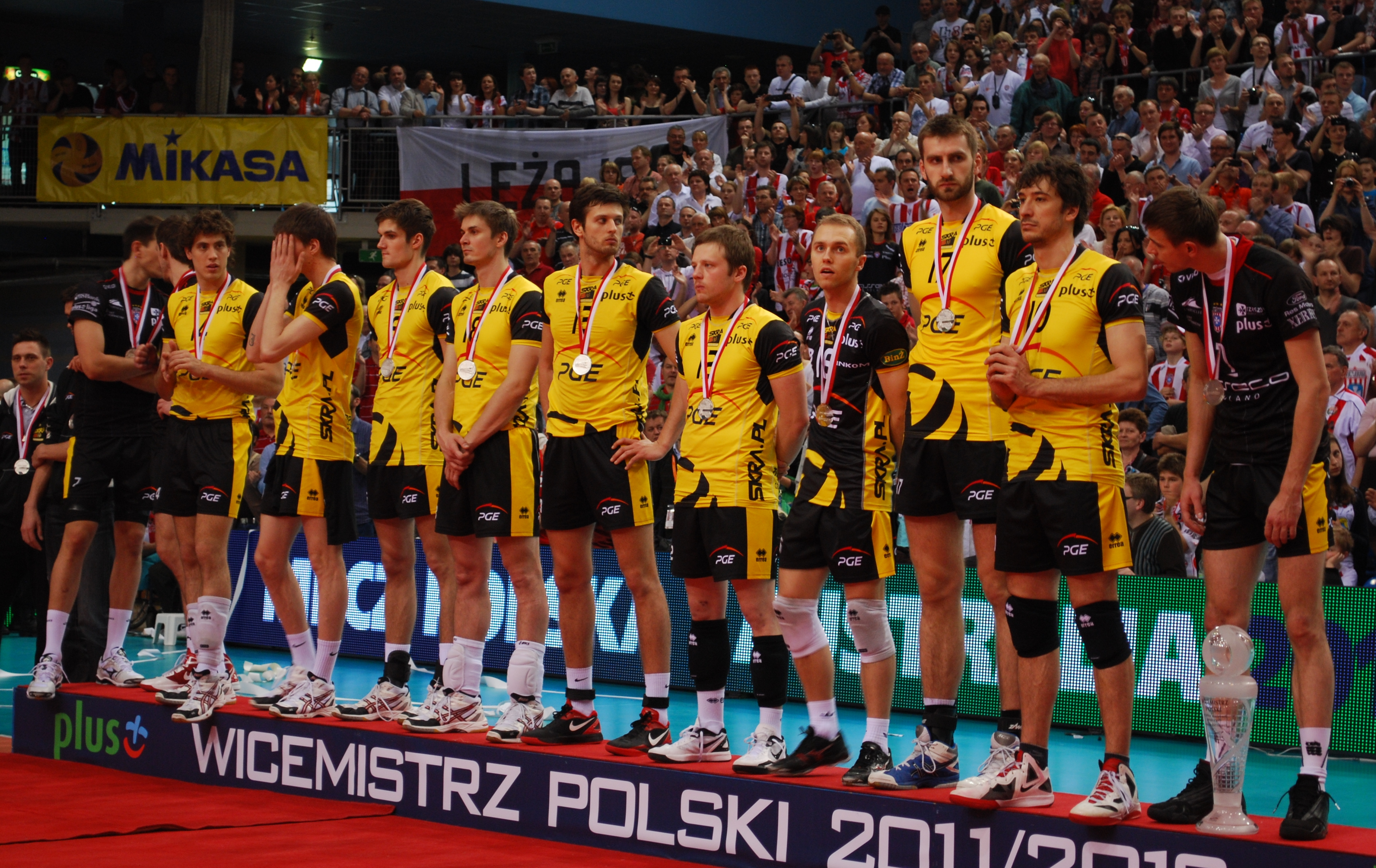
PGE Skra Bełchatów Wicemistrzem Polski w sezonie 2011/2012

| Lp.                                          | Drużyna                     |
| -------------------------------------------- | --------------------------- |
| 1                                            | Asseco Resovia Rzeszów      |
| 2                                            | PGE Skra Bełchatów          |
| 3                                            | ZAKSA Kędzierzyn-Koźle      |
| 4                                            | Jastrzębski Węgiel          |
| 5                                            | Delecta Bydgoszcz           |
| 6                                            | Tytan AZS Częstochowa       |
| 7                                            | Fart Kielce                 |
| 8                                            | AZS Politechnika Warszawska |
| 9                                            | Lotos Trefl Gdańsk          |
| 10                                           | Indykpol AZS Olsztyn        |
| Liga Mistrzów 2012/2013 Puchar CEV 2012/2013 |                             |

| Mistrzostwo            |
| ---------------------- |
| Asseco Resovia Rzeszów |
| Puchar                 |
| PGE Skra Bełchatów     |

## Statystyki, varia

### Sety, małe punkty, liczba widzów
| Kolejka | Sety | Średnio na mecz | Małe punkty | Średnio na set | Liczba widzów | Średnio na mecz |
| ------- | ---- | --------------- | ----------- | -------------- | ------------- | --------------- |
| 1       | 19   | 3,80            | 847         | 44,58          | 18013         | 3603            |
| 2       | 16   | 3,20            | 785         | 49,06          | 14000         | 2800            |
| 3       | 21   | 4,20            | 938         | 44,67          | 13750         | 2750            |
| 4       | 20   | 4,00            | 907         | 45,35          | 15374         | 3075            |
| 5       | 20   | 4,00            | 910         | 45,50          | 14700         | 2940            |
| 6       | 17   | 3,40            | 793         | 46,65          | 16150         | 3230            |
| 7       | 19   | 3,80            | 854         | 44,95          | 13300         | 2660            |
| 8       | 22   | 4,40            | 928         | 42,18          | 14650         | 2930            |
| 9       | 19   | 3,80            | 837         | 44,05          | 14850         | 2970            |
| 10      | 17   | 3,40            | 751         | 44,18          | 12400         | 2480            |
| 11      | 19   | 3,80            | 875         | 46,05          | 15500         | 3100            |
| 12      | 18   | 3,60            | 814         | 45,22          | 13600         | 2720            |
| 13      | 18   | 3,60            | 783         | 43,50          | 12750         | 2550            |
| 14      | 19   | 3,80            | 864         | 45,47          | 10750         | 2150            |
| 15      | 18   | 3,60            | 796         | 44,22          | 12727         | 2545            |
| 16      | 19   | 3,80            | 849         | 44,68          | 10760         | 2152            |
| 17      | 21   | 4,20            | 925         | 44,05          | 11100         | 2220            |
| 18      | 18   | 3,60            | 833         | 46,28          | 12654         | 2531            |
| Razem   | 340  | 3,78            | 15289       | 44,97          | 247028        | 2745            |

| Runda               | Mecze | Sety | Średnio na mecz | Małe punkty | Średnio na set | Liczba widzów | Średnio na mecz |
| ------------------- | ----- | ---- | --------------- | ----------- | -------------- | ------------- | --------------- |
| Ćwierćfinały        | 13    | 50   | 3,85            | 2207        | 44,14          | 32400         | 2492            |
| Półfinały           | 7     | 28   | 4,00            | 1247        | 44,54          | 21400         | 3057            |
| Mecze o miejsca 5-8 | 4     | 14   | 3,50            | 658         | 47,00          | 6300          | 1575            |
| Finały              | 4     | 15   | 3,75            | 661         | 44,07          | 13900         | 3475            |
| Mecze o 3. miejsce  | 5     | 17   | 3,40            | 773         | 45,47          | 11500         | 2300            |
| Mecze o 5. miejsce  | 5     | 21   | 4,20            | 915         | 43,57          | 6700          | 1340            |
| Razem               | 38    | 145  | 3,82            | 6461        | 44,56          | 92200         | 2426            |

| Runda                | Mecze | Sety | Średnio na mecz | Małe punkty | Średnio na set | Liczba widzów | Średnio na mecz |
| -------------------- | ----- | ---- | --------------- | ----------- | -------------- | ------------- | --------------- |
| Mecze o miejsca 9-10 | 4     | 15   | 3,75            | 669         | 44,60          | 5530          | 1383            |

| Klub                        | Liczba meczów | Sety rozegrane | Sety wygrane | Sety przegrane | Małe punkty zdobyte | Małe punkty stracone | Liczba widzów | Średnio na mecz |
| --------------------------- | ------------- | -------------- | ------------ | -------------- | ------------------- | -------------------- | ------------- | --------------- |
| Asseco Resovia Rzeszów      | 29            | 107            | 72           | 35             | 2520                | 2270                 | 63804         | 4254            |
| AZS Politechnika Warszawska | 23            | 90             | 31           | 59             | 1883                | 2055                 | 25000         | 2273            |
| Delecta Bydgoszcz           | 29            | 115            | 67           | 48             | 2587                | 2454                 | 39677         | 2645            |
| Fart Kielce                 | 23            | 91             | 35           | 56             | 2006                | 2104                 | 29300         | 2664            |
| Indykpol AZS Olsztyn        | 22            | 80             | 24           | 56             | 1672                | 1888                 | 20000         | 1818            |
| Jastrzębski Węgiel          | 30            | 118            | 57           | 61             | 2645                | 2623                 | 40200         | 2871            |
| Lotos Trefl Gdańsk          | 22            | 77             | 28           | 49             | 1682                | 1787                 | 36777         | 3343            |
| PGE Skra Bełchatów          | 28            | 105            | 73           | 32             | 2474                | 2231                 | 36650         | 2443            |
| Tytan AZS Częstochowa       | 28            | 107            | 44           | 63             | 2375                | 2531                 | 20650         | 1588            |
| ZAKSA Kędzierzyn-Koźle      | 30            | 110            | 69           | 41             | 2575                | 2476                 | 32700         | 2044            |

### Najlepsi zawodnicy meczów
| Liczba MVP           | Zawodnik                    | Źródło |
| -------------------- | --------------------------- | ------ |
| 8                    | Georg Grozer                |        |
| 7                    | Bartosz Kurek               |        |
| 7                    | Michał Łasko                |        |
| 6                    | Stéphane Antiga             |        |
| 6                    | Antonin Rouzier             |        |
| 6                    | Paweł Zagumny               |        |
| 4                    | Dawid Konarski              |        |
| 4                    | Piotr Nowakowski            |        |
| 4                    | Daniel Pliński              |        |
| 4                    | Lukáš Ticháček              |        |
| 4                    | Michał Winiarski            |        |
| 4                    | Mariusz Wlazły              |        |
| 3                    | Michał Kubiak               |        |
| 3                    | Paweł Mikołajczak           |        |
| 3                    | Guillaume Samica            |        |
| 3                    | Marcin Wika                 |        |
| 2                    | Olieg Achrem                |        |
| 2                    | Miguel Ángel Falasca        |        |
| 2                    | Krzysztof Gierczyński       |        |
| 2                    | Matti Hietanen              |        |
| 2                    | Bartosz Janeczek            |        |
| 2                    | Bartosz Krzysiek            |        |
| 2                    | Grzegorz Łomacz             |        |
| 2                    | Raphael Margarido (Vinhedo) |        |
| 2                    | Dawid Murek                 |        |
| 2                    | Mikko Oivanen               |        |
| 2                    | Michał Ruciak               |        |
| 2                    | Paweł Rusek                 |        |
| 2                    | Antti Siltala               |        |
| 2                    | Łukasz Wiśniewski           |        |
| 1                    | Aleksandar Atanasijević     |        |
| Zbigniew Bartman     |                             |        |
| Marko Bojić          |                             |        |
| Rafał Buszek         |                             |        |
| Patryk Czarnowski    |                             |        |
| Fabian Drzyzga       |                             |        |
| Adrian Radu Gontariu |                             |        |
| Guillermo Hernán     |                             |        |
| Russell Holmes       |                             |        |
| Krzysztof Ignaczak   |                             |        |
| Wojciech Jurkiewicz  |                             |        |
| Adam Kamiński        |                             |        |
| Michał Kamiński      |                             |        |
| Xavier Kapfer        |                             |        |
| Karol Kłos           |                             |        |
| Michał Kozłowski     |                             |        |
| Paul Lotman          |                             |        |
| Michal Masný         |                             |        |
| Marcus Nilsson       |                             |        |
| Pierre Pujol         |                             |        |
| Paweł Siezieniewski  |                             |        |
| Wojciech Sobala      |                             |        |
| Patrick Steuerwald   |                             |        |
| Dmytro Wdowin        |                             |        |
| Wojciech Winnik      |                             |        |
| Dominik Witczak      |                             |        |
| Damian Wojtaszek     |                             |        |
| Wojciech Żaliński    |                             |        |

### Rankingi zawodników i drużynowe
| Miejsce | Zawodnik                              | *   | Zespół                 | *    |
| ------- | ------------------------------------- | --- | ---------------------- | ---- |
| 1       | Georg Grozer (Asseco Resovia Rzeszów) | 553 | Jastrzębski Węgiel     | 1896 |
| 2       | Michał Łasko (Jastrzębski Węgiel)     | 539 | Delecta Bydgoszcz      | 1843 |
| 3       | Dawid Konarski (Delecta Bydgoszcz)    | 538 | Asseco Resovia Rzeszów | 1835 |

| Miejsce | Zawodnik                                 | *    | Zespół                 | *     |
| ------- | ---------------------------------------- | ---- | ---------------------- | ----- |
| 1       | Georg Grozer (Asseco Resovia Rzeszów)    | 5,39 | Asseco Resovia Rzeszów | 17,15 |
| 2       | Antonin Rouzier (ZAKSA Kędzierzyn-Koźle) | 5,14 | PGE Skra Bełchatów     | 16,93 |
| 3       | Michał Łasko (Jastrzębski Węgiel)        | 5,12 | ZAKSA Kędzierzyn-Koźle | 16,23 |

| Miejsce | Zawodnik                                | *   | Zespół                 | *   |
| ------- | --------------------------------------- | --- | ---------------------- | --- |
| 1       | Michał Dębiec (Delecta Bydgoszcz)       | 299 | Tytan AZS Częstochowa  | 683 |
| 2       | Adrian Stańczak (Tytan AZS Częstochowa) | 269 | Delecta Bydgoszcz      | 627 |
| 3       | Michał Kubiak (Jastrzębski Węgiel)      | 234 | ZAKSA Kędzierzyn-Koźle | 588 |

| Miejsce | Zawodnik                                      | *    | Zespół                 | *    |
| ------- | --------------------------------------------- | ---- | ---------------------- | ---- |
| 1       | Michał Dębiec (Delecta Bydgoszcz)             | 2,67 | Tytan AZS Częstochowa  | 6,38 |
| 2       | Adrian Stańczak (Tytan AZS Częstochowa)       | 2,54 | Delecta Bydgoszcz      | 5,45 |
| 3       | Krzysztof Gierczyński (Tytan AZS Częstochowa) | 2,30 | ZAKSA Kędzierzyn-Koźle | 5,35 |

| Miejsce | Zawodnik                                  | *  | Zespół             | *   |
| ------- | ----------------------------------------- | -- | ------------------ | --- |
| 1       | Andrzej Wrona (Delecta Bydgoszcz)         | 78 | Jastrzębski Węgiel | 297 |
| 2       | Daniel Pliński (PGE Skra Bełchatów)       | 72 | PGE Skra Bełchatów | 293 |
| 3       | Piotr Nowakowski (Asseco Resovia Rzeszów) | 72 | Delecta Bydgoszcz  | 283 |

| Miejsce | Zawodnik                                  | *    | Zespół                 | *    |
| ------- | ----------------------------------------- | ---- | ---------------------- | ---- |
| 1       | Daniel Pliński (PGE Skra Bełchatów)       | 0,77 | PGE Skra Bełchatów     | 2,79 |
| 2       | Andrzej Wrona (Delecta Bydgoszcz)         | 0,72 | Lotos Trefl Gdańsk     | 2,55 |
| 3       | Łukasz Wiśniewski (Tytan AZS Częstochowa) | 0,70 | Asseco Resovia Rzeszów | 2,54 |

| Miejsce | Zawodnik                               | *  | Zespół                 | *   |
| ------- | -------------------------------------- | -- | ---------------------- | --- |
| 1       | Georg Grozer (Asseco Resovia Rzeszów)  | 69 | Asseco Resovia Rzeszów | 216 |
| 2       | Michał Ruciak (ZAKSA Kędzierzyn-Koźle) | 57 | PGE Skra Bełchatów     | 170 |
| 3       | Mariusz Wlazły (PGE Skra Bełchatów)    | 41 | ZAKSA Kędzierzyn-Koźle | 158 |

| Miejsce | Zawodnik                               | *    | Zespół                 | *    |
| ------- | -------------------------------------- | ---- | ---------------------- | ---- |
| 1       | Georg Grozer (Asseco Resovia Rzeszów)  | 0,66 | Asseco Resovia Rzeszów | 2,02 |
| 2       | Michał Ruciak (ZAKSA Kędzierzyn-Koźle) | 0,56 | PGE Skra Bełchatów     | 1,62 |
| 3       | Bartosz Kurek (PGE Skra Bełchatów)     | 0,43 | ZAKSA Kędzierzyn-Koźle | 1,44 |

| Miejsce | Zawodnik                                 | *   | Zespół                 | *    |
| ------- | ---------------------------------------- | --- | ---------------------- | ---- |
| 1       | Michał Łasko (Jastrzębski Węgiel)        | 463 | Jastrzębski Węgiel     | 1475 |
| 2       | Antonin Rouzier (ZAKSA Kędzierzyn-Koźle) | 458 | Delecta Bydgoszcz      | 1428 |
| 3       | Dawid Konarski (Delecta Bydgoszcz)       | 455 | ZAKSA Kędzierzyn-Koźle | 1383 |

| Miejsce | Zawodnik                                 | *    | Zespół                 | *     |
| ------- | ---------------------------------------- | ---- | ---------------------- | ----- |
| 1       | Antonin Rouzier (ZAKSA Kędzierzyn-Koźle) | 4,43 | Asseco Resovia Rzeszów | 12,62 |
| 2       | Michał Łasko (Jastrzębski Węgiel)        | 4,38 | ZAKSA Kędzierzyn-Koźle | 12,57 |
| 3       | Georg Grozer (Asseco Resovia Rzeszów)    | 4,25 | PGE Skra Bełchatów     | 12,55 |

Źródło: plusliga.pl

### Najlepsza 7 fazy zasadniczej
Najlepsza 7 fazy zasadniczej wybrana została przez trenerów poszczególnych klubów grających w PlusLidze.
| Rozgrywający             |
| ------------------------ |
| Paweł Zagumny (8)        |
| Atakujący                |
| Mariusz Wlazły (6)       |
| Środkowi                 |
| Piotr Nowakowski (7)     |
| Daniel Pliński (7)       |
| Przyjmujący              |
| Bartosz Kurek (7)        |
| Michał Winiarski (7)     |
| Libero                   |
| Krzysztof Ignaczak (4,5) |

| Rozgrywający             |
| ------------------------ |
| Miguel Ángel Falasca (2) |
| Atakujący                |
| Antonin Rouzier (2)      |
| Georg Grozer (1)         |
| Michał Łasko (1)         |
| Środkowi                 |
| Marcin Możdżonek (3)     |
| Andrzej Wrona (2)        |
| Wojciech Grzyb (1)       |
| Przyjmujący              |
| Stéphane Antiga (4)      |
| Michał Ruciak (1)        |
| Michał Kubiak (1)        |
| Libero                   |
| Damian Wojtaszek (3)     |
| Paweł Zatorski (2)       |
| Piotr Gacek (0,5)        |

W nawiasie podana została liczba uzyskanych głosów.

### Transmisje
| Kolejka | Liczba transmitowanych meczów | Liczba transmitowanych meczów |
| Kolejka | Polsat Sport                  | ipla                          |
| ------- | ----------------------------- | ----------------------------- |
| 1       | 4                             | 1                             |
| 2       | 3                             | 1                             |
| 3       | 1                             | 1                             |
| 4       | 1                             | 1                             |
| 5       | 2                             | 1                             |
| 6       | 4                             | 1                             |
| 7       | 4                             | 1                             |
| 8       | 2                             | 2                             |
| 9       | 2                             | 1                             |
| 10      | 2                             | 0                             |
| 11      | 4                             | 1                             |
| 12      | 3                             | 1                             |
| 13      | 2                             | 1                             |
| 14      | 2                             | 1                             |
| 15      | 1                             | 1                             |
| 16      | 3                             | 1                             |
| 17      | 2                             | 0                             |
| 18      | 1                             | 0                             |
| Razem   | 43                            | 16                            |

| Runda              | Liczba transmitowanych meczów | Liczba transmitowanych meczów | Liczba transmitowanych meczów |
| Runda              | Polsat Sport                  | Polsat Sport Extra            | ipla                          |
| ------------------ | ----------------------------- | ----------------------------- | ----------------------------- |
| Ćwierćfinały       | 4                             | 0                             | 0                             |
| Półfinały          | 5                             | 2                             | 0                             |
| Mecze o 3. miejsce | 1                             | 0                             | 0                             |
| Finały             | 4                             | 0                             | 0                             |
| Razem              | 14                            | 2                             | 0                             |

## Składy drużyn
| Nr | Imię i nazwisko      | Pozycja |
| -- | -------------------- | ------- |
| 1  | Maciej Dobrowolski   | R       |
| 2  | Paul Lotman          | P       |
| 3  | Wojciech Grzyb       | Ś       |
| 4  | Piotr Nowakowski     | Ś       |
| 5  | Lukáš Ticháček       | R       |
| 6  | Kamil Długosz        | P       |
| 7  | Olieg Achrem         | P       |
| 8  | Marko Bojić          | P       |
| 9  | Georg Grozer         | A       |
| 10 | Mateusz Nożewski     | Ś       |
| 11 | Tomasz Kowalski      | R       |
| 12 | Łukasz Perłowski     | Ś       |
| 13 | Jakub Peszko         | P       |
| 14 | Adrian Radu Gontariu | A       |
| 15 | Mateusz Mika         | P       |
| 16 | Krzysztof Ignaczak   | L       |
| 17 | Tomasz Głód          | L       |
| 18 | Grzegorz Kosok       | Ś       |

| Nr      | Imię i nazwisko             | Pozycja |
| ------- | --------------------------- | ------- |
| 1       | Janusz Gałązka              | Ś       |
| 2       | Maciej Olenderek            | L       |
| 3       | Krzysztof Wierzbowski       | P       |
| 4       | Wojciech Żaliński           | P       |
| 5       | Marcin Nowak                | Ś       |
| 7       | Maciej Gorzkiewicz          | R       |
| 8       | Maciej Krzywiecki           | P       |
| 10      | Grzegorz Szymański          | A       |
| 11      | Maciej Zajder               | Ś       |
| 12      | Ardo Kreek                  | Ś       |
| 16      | Paweł Mikołajczak           | A       |
| 17      | Patrick Steuerwald          | R       |
| 18      | Damian Wojtaszek            | L       |
| Odeszli |                             |         |
| 15      | Vid Jakopin (do 26.01.2012) | P       |

| Nr | Imię i nazwisko     | Pozycja |
| -- | ------------------- | ------- |
| 1  | Stéphane Antiga     | P       |
| 2  | Michal Masný        | R       |
| 3  | Marcin Wika         | P       |
| 4  | Wojciech Jurkiewicz | Ś       |
| 5  | Piotr Lipiński      | R       |
| 6  | Dawid Konarski      | A       |
| 7  | Marcin Waliński     | P       |
| 8  | Michal Červeň       | Ś       |
| 10 | Wojciech Gradowski  | P       |
| 11 | Andrzej Wrona       | Ś       |
| 14 | Piotr Sieńko        | R       |
| 15 | Antti Siltala       | P       |
| 16 | Łukasz Owczarz      | A       |
| 17 | Michał Dębiec       | L       |
| 18 | Tomasz Bonisławski  | L       |

| Nr | Imię i nazwisko     | Pozycja |
| -- | ------------------- | ------- |
| 1  | Sławomir Jungiewicz | A       |
| 2  | Miłosz Zniszczoł    | Ś       |
| 3  | Michał Żurek        | L       |
| 4  | Maciej Pawliński    | P       |
| 5  | Rafał Buszek        | P       |
| 6  | Tomasz Drzyzga      | P       |
| 7  | Xavier Kapfer       | P       |
| 8  | Adrian Staszewski   | P       |
| 9  | Jan Król            | A       |
| 10 | Adam Swaczyna       | L       |
| 11 | Rafał Sokołowski    | Ś       |
| 12 | Grzegorz Kokociński | Ś       |
| 13 | Pierre Pujol        | R       |
| 14 | Adam Kamiński       | Ś       |
| 15 | Marcus Nilsson      | A       |
| 18 | Michał Kozłowski    | R       |

| Nr      | Imię i nazwisko                                 | Pozycja |
| ------- | ----------------------------------------------- | ------- |
| 1       | Guillermo Hernán                                | R       |
| 2       | Andrzej Stelmach                                | R       |
| 3       | Piotr Łukasik                                   | P       |
| 4       | Bartosz Mariański                               | L       |
| 5       | Wojciech Ferens                                 | P       |
| 7       | Mariusz Gaca                                    | Ś       |
| 8       | Jakub Urbanowicz                                | P       |
| 9       | Metodi Ananiew                                  | P       |
| 10      | Dawid Gunia                                     | Ś       |
| 13      | Marcin Mierzejewski                             | L       |
| 14      | Paweł Siezieniewski                             | P       |
| 15      | Wojciech Winnik                                 | A       |
| 16      | Piotr Hain                                      | Ś       |
| 17      | Bartosz Krzysiek                                | A       |
| Odeszli |                                                 |         |
| 6       | Igor Yudin (do 31.01.2012)                      | A       |
| 11      | Łukasz Kadziewicz (od 19.10.2011 do 28.02.2012) | Ś       |

| Nr | Imię i nazwisko              | Pozycja |
| -- | ---------------------------- | ------- |
| 1  | Michał Łasko                 | A       |
| 2  | Raphael Margarido (Vinhedo)  | R       |
| 3  | Ashlei Nemer                 | P       |
| 5  | Tiago Violas (od 05.01.2012) | R       |
| 6  | Mateusz Malinowski           | A       |
| 7  | Paweł Rusek                  | L       |
| 8  | Łukasz Polański              | Ś       |
| 9  | Zbigniew Bartman             | P       |
| 10 | Bartosz Gawryszewski         | Ś       |
| 11 | Brian Thornton               | R       |
| 13 | Michał Kubiak                | P       |
| 14 | Bartosz Sufa                 | L       |
| 15 | Russell Holmes               | Ś       |
| 17 | Rob Bontje                   | Ś       |
| 18 | Luciano Paczko Bozko         | P       |

| Nr | Imię i nazwisko      | Pozycja |
| -- | -------------------- | ------- |
| 1  | Bartosz Kaczmarek    | L       |
| 2  | Matti Hietanen       | P       |
| 3  | Grzegorz Łomacz      | R       |
| 4  | Mikko Oivanen        | A       |
| 6  | Artur Ratajczak      | Ś       |
| 7  | Wojciech Serafin     | L       |
| 8  | Michał Kaczmarek     | Ś       |
| 9  | Maciej Wołosz        | P       |
| 10 | Dmytro Wdowin        | P       |
| 11 | Patryk Szczurek      | R       |
| 12 | Waldemar Świrydowicz | Ś       |
| 13 | Sławomir Zemlik      | P       |
| 14 | Daniel Wilk          | A       |
| 15 | Kacper Gajowczyk     | P       |
| 16 | Rafał Sobański       | P       |
| 17 | Mateusz Urbanowicz   | A       |
| 18 | Artur Augustyn       | Ś       |
| 20 | Bartosz Pietruczuk   | P       |

| Nr | Imię i nazwisko         | Pozycja |
| -- | ----------------------- | ------- |
| 1  | Damian Wdowiak          | A       |
| 2  | Mariusz Wlazły          | A       |
| 3  | Bartosz Cedzyński       | Ś       |
| 4  | Daniel Pliński          | Ś       |
| 5  | Wytze Kooistra          | Ś       |
| 6  | Karol Kłos              | Ś       |
| 7  | Bartosz Kurek           | P       |
| 8  | Robert Milczarek        | L       |
| 9  | Konstantin Čupković     | P       |
| 10 | Miguel Ángel Falasca    | R       |
| 11 | Marcin Janusz           | R       |
| 12 | Paweł Woicki            | R       |
| 13 | Michał Winiarski        | P       |
| 14 | Aleksandar Atanasijević | A       |
| 16 | Paweł Zatorski          | L       |
| 17 | Marcin Możdżonek        | Ś       |
| 18 | Michał Bąkiewicz        | P       |

| Nr | Imię i nazwisko       | Pozycja |
| -- | --------------------- | ------- |
| 2  | Krzysztof Gierczyński | P       |
| 4  | Michał Kamiński       | A       |
| 5  | Michał Kaczyński      | P       |
| 6  | Dawid Murek           | P       |
| 7  | Fabian Drzyzga        | R       |
| 8  | Bartosz Janeczek      | A       |
| 9  | Łukasz Wiśniewski     | Ś       |
| 10 | Adrian Hunek          | Ś       |
| 11 | Wojciech Sobala       | Ś       |
| 13 | Miłosz Hebda          | P       |
| 14 | Jakub Oczko           | R       |
| 15 | Kamil Lewiński        | A       |
| 16 | Jakub Bik             | L       |
| 17 | Adrian Stańczak       | L       |

| Nr      | Imię i nazwisko                     | Pozycja |
| ------- | ----------------------------------- | ------- |
| 1       | Serhij Kapełuś                      | P       |
| 2       | Jiří Popelka (od 04.01.2012)        | P       |
| 3       | Dominik Witczak                     | A       |
| 4       | Antonin Rouzier                     | A       |
| 5       | Paweł Zagumny                       | R       |
| 7       | Grzegorz Pilarz                     | R       |
| 8       | Jurij Hładyr                        | Ś       |
| 9       | Patryk Czarnowski                   | Ś       |
| 10      | Guillaume Samica                    | P       |
| 11      | Sebastian Warda                     | Ś       |
| 12      | Wojciech Kaźmierczak                | Ś       |
| 15      | Piotr Gacek                         | L       |
| 16      | Michał Ruciak                       | P       |
| Odeszli |                                     |         |
| 13      | Sebastian Świderski (do 12.03.2012) | P       |

## Transfery
| przychodzą                                          | odchodzą                                          |
| PGE Skra Bełchatów                                  | PGE Skra Bełchatów                                |
| --------------------------------------------------- | ------------------------------------------------- |
| Aleksandar Atanasijević (Partizan Belgrad)          | Stéphane Antiga (Delecta Bydgoszcz)               |
| Konstantin Čupković (M. Roma Volley)                | Jakub Novotný (VK Czeskie Budziejowice)           |
| Wytze Kooistra (Pallavolo Modena)                   |                                                   |
| Robert Milczarek (Siatkarz Wieluń)                  |                                                   |
| ZAKSA Kędzierzyn-Koźle                              |                                                   |
| Serhij Kapełuś (Siatkarz Wieluń)                    | Jakub Jarosz (Latina Volley)                      |
| Antonin Rouzier (Stade Poitevin Poitiers)           | Idner Faustino Lima Martins (VfB Friedrichshafen) |
| Guillaume Samica (Iskra Odincowo)                   | Tomislav Šmuc (bez klubu)                         |
| Sebastian Warda (BBTS Bielsko-Biała)                | Tine Urnaut (Umbria Volley)                       |
|                                                     | Grzegorz Wójtowicz (MKS MOS Będzin)               |
| w trakcie sezonu                                    |                                                   |
| Jiří Popelka (Al-Nasr Dubaj)                        | Sebastian Świderski (kończy karierę)              |
| Asseco Resovia Rzeszów                              |                                                   |
| Marko Bojić (PAOK)                                  | Michele Baranowicz (Piemonte Volley)              |
| Maciej Dobrowolski (Fart Kielce)                    | Rafał Buszek (Fart Kielce)                        |
| Adrian Radu Gontariu (VfB Friedrichshafen)          | Matej Černič (Callipo Sport)                      |
| Paul Lotman (Blu Volley Werona)                     | Ivan Ilić (bez klubu)                             |
| Piotr Nowakowski (AZS Częstochowa)                  | Tomasz Józefacki (Panathinaikos AO)               |
| Lukáš Ticháček (VfB Friedrichshafen)                | Ryan Millar (Lokomotiw Nowosybirsk)               |
| Tytan AZS Częstochowa                               |                                                   |
| Jakub Bik (Delic-Pol Częstochowa)                   | Michał Dębiec (Delecta Bydgoszcz)                 |
| Adrian Hunek (GTPS Gorzów Wielkopolski)             | Wojciech Gradowski (Delecta Bydgoszcz)            |
| Michał Kaczyński (Delic-Pol Częstochowa)            | Radosław Kolanek (kończy karierę)                 |
| Michał Kamiński (Club Alès en Cévennes Volley-Ball) | Piotr Nowakowski (Resovia)                        |
| Kamil Lewiński (Fart Kielce – Młoda Liga)           | Michał Żuk (Cuprum Lubin)                         |
| Adrian Stańczak (Jadar Radom)                       |                                                   |
| AZS Politechnika Warszawska                         |                                                   |
| Maciej Gorzkiewicz (Joker Piła)                     | Zbigniew Bartman (Jastrzębski Węgiel)             |
| Vid Jakopin (ACH Volley Bled)                       | Michał Kubiak (Jastrzębski Węgiel)                |
| Maciej Krzywiecki (Stal AZS PWSZ Nysa)              | Bartłomiej Neroj (GTPS Gorzów Wielkopolski)       |
| Paweł Mikołajczak (Jadar Radom)                     | Robert Prygiel (Czarni Radom)                     |
| Maciej Olenderek (SMS PZPS Spała)                   | Maikel Moreno Salas (PV Lugano)                   |
| Patrick Steuerwald (Umbria Volley)                  | Ołeksandr Stacenko (Awtomobilist Petersburg)      |
| Grzegorz Szymański (Delecta Bydgoszcz)              | Dariusz Szulik (GTPS Gorzów Wielkopolski)         |
| Maciej Zajder (Siatkarz Wieluń)                     |                                                   |
| w trakcie sezonu                                    |                                                   |
|                                                     | Vid Jakopin (bez klubu)                           |
| Delecta Bydgoszcz                                   |                                                   |
| Stéphane Antiga (Skra Bełchatów)                    | Krzysztof Andrzejewski (AZS PWSZ Nysa)            |
| Michał Dębiec (AZS Częstochowa)                     | Stanisław Pieczonka (Étoile Sportive du Sahel)    |
| Wojciech Gradowski (AZS Częstochowa)                | Wojciech Serafin (Trefl Gdańsk)                   |
| Rafał Obermeler (Delecta Bydgoszcz – Młoda Liga)    | Martin Sopko (Al-Nasr Dubaj)                      |
| Marcin Wika (Jastrzębski Węgiel)                    | Grzegorz Szymański (AZS Politechnika Warszawska)  |

| przychodzą                                            | odchodzą                                       |
| Jastrzębski Węgiel                                    | Jastrzębski Węgiel                             |
| ----------------------------------------------------- | ---------------------------------------------- |
| Zbigniew Bartman (AZS Politechnika Warszawska)        | Lukáš Diviš (Lokomotiw Nowosybirsk)            |
| Rob Bontje (Sisley Treviso)                           | Mitja Gasparini (Blu Volley Werona)            |
| Luciano Paczko Bozko (Pallavolo Pineto)               | Benjamin Hardy (kończy karierę)                |
| Russell Holmes (Minas Tênis Clube)                    | Grzegorz Łomacz (Trefl Gdańsk)                 |
| Michał Kubiak (AZS Politechnika Warszawska)           | Grzegorz Pająk (bez klubu)                     |
| Michał Łasko (Blu Volley Werona)                      | Maciej Pawliński (Fart Kielce)                 |
| Mateusz Malinowski (Joker Piła)                       | Marcin Wika (Delecta Bydgoszcz)                |
| Raphael Margarido (Vinhedo) (Esporte Clube Pinheiros) | Igor Yudin (AZS Olsztyn)                       |
| Ashlei Nemer (Galatasaray)                            |                                                |
| Brian Thornton (Chaumont Volley-Ball 52)              |                                                |
| w trakcie sezonu                                      |                                                |
| Tiago Violas (Castêlo da Maia GC)                     |                                                |
| Indykpol AZS Olsztyn                                  |                                                |
| Metodi Ananiew (Callipo Sport)                        | Marcel Gromadowski (GS Iraklis)                |
| Mariusz Gaca (Jadar Radom)                            | Axel Jacobsen (TV Bühl)                        |
| Guillermo Hernán (Club Voleibol Teruel)               | Tomasz Tomczyk (Siatkarz Wieluń)               |
| Bartosz Krzysiek (Ślepsk Suwałki)                     | Kert Toobal (4 Eylül Belediye)                 |
| Piotr Łukasik (AZS Olsztyn – Młoda Liga)              | Samuel Tuia (Kuzbass Kemerowo)                 |
| Bartosz Mariański (AZS Olsztyn – Młoda Liga)          | Wojciech Włodarczyk (BBTS Bielsko-Biała)       |
| Andrzej Stelmach (Siatkarz Wieluń)                    |                                                |
| Jakub Urbanowicz (AZS Olsztyn – Młoda Liga)           |                                                |
| Igor Yudin (Jastrzębski Węgiel)                       |                                                |
| w trakcie sezonu                                      |                                                |
| Łukasz Kadziewicz (Al-Arabi Ad-Dauha)                 | Łukasz Kadziewicz (Pallavolo Modena)           |
|                                                       | Igor Yudin (Jarosławicz Jarosław)              |
| Fart Kielce                                           |                                                |
| Rafał Buszek (Resovia)                                | Ludovic Castard (bez klubu)                    |
| Grzegorz Kokociński (Harnes Volley-Ball)              | Maciej Dobrowolski (Resovia)                   |
| Marcus Nilsson (GS Iraklis)                           | Richard Lambourne (bez klubu)                  |
| Maciej Pawliński (Jastrzębski Węgiel)                 | Piotr Łuka (AZS PWSZ Nysa)                     |
| Pierre Pujol (Sisley Treviso)                         | Robert Szczerbaniuk (Cuprum Lubin)             |
| Rafał Sokołowski (Energetyk Jaworzno)                 | Mateusz Zarankiewicz (MKS MOS Będzin)          |
| Michał Żurek (Trefl Gdańsk)                           |                                                |
| Lotos Trefl Gdańsk                                    |                                                |
| Artur Augustyn (CV Mitteldeutschland)                 | Michał Chaberek (kończy karierę)               |
| Matti Hietanen (PAOK)                                 | Enrique De La Fuente (Club Vigo Voleibol)      |
| Bartosz Kaczmarek (Gwardia Wrocław)                   | Thomas Edgar (Volley Corigliano)               |
| Grzegorz Łomacz (Jastrzębski Węgiel)                  | Paweł Gajowczyk (Czarni Rząśnia)               |
| Mikko Oivanen (İstanbul Büyükşehir Belediyesi)        | Jorge Luis Hernandez Larreinaga (Jujuy Volley) |
| Wojciech Serafin (Delecta Bydgoszcz)                  | Waldemar Kaczmarek (Joker Piła)                |
| Dmytro Wdowin (Beşiktaş)                              | Jarosław Macionczyk (BBTS Bielsko-Biała)       |
| Maciej Wołosz (Jadar Radom)                           | Maciej Naliwajko (GTPS Gorzów Wielkopolski)    |
|                                                       | Andrzej Skórski (Kamionka Sopot)               |
| Michał Żurek (Fart Kielce)                            |                                                |